# Vladislavova (Praha)
Vladislavova ulice se nachází na Novém Městě pražském. Je spojnicí ulic Lazarská a Charvátova, ze západu do ní ústí Purkyňova ulice. Nazvána je podle českého, uherského a chorvatského krále Vladislava II. Jagellonského (1456-1516), z jehož podnětu v roce 1478 vznikla. V severozápadní části ulice se od roku 2014 nachází kancelářský, bytový a obchodní komplex Quadrio, naproti němuž má sídlo Komorní činohra (Vladislavova č.p. 22). Z budovy tzv. Měšťanské besedy (Vladislavova č.p. 1477/20) začala v roce 1953 vysílat Československá televize, roku 1994 z téže budovy zahájila vysílání televize Nova. V posledních letech života žil v ulici český básník a novinář Jan Neruda (Vladislavova č.p. 1382/14).

## Historie ulice a pojmenování
Vladislavova ulice je situována na Novém Městě pražském. Prostor současné ulice byl od roku 1178 majetkem Vyšehradské kapituly, v roce 1254 daroval český král Přemysl Otakar II., toto dosud nezastavěné území, "Židům v Praze i vší obci Židů v království." Židé na tomto území vybudovali rozsáhlý ústřední hřbitov, nazývaný též Židovská zahrada. Toto označení území vydrželo až do 19. století. Židovský hřbitov byl postupně přemístěn ke Staronové synagoze. Podle Starých letopisů českých přemýšlel král Vladislav, jak by mohl tento hřbitov "zkazit" a území plnohodnotně připojit k Novému Městu. To se "povedlo" roku 1478, kdy byla Židovská zahrada, právě z podnětu krále Vladislava II. Jagellonského podélně "přeťata" ulicí a okolí bylo rozděleno na jednotlivé stavební parcely

V letech 1850 až 1869 nesla pojmenování Sluneční. Od roku 1869 nese současný název Vladislavova. 

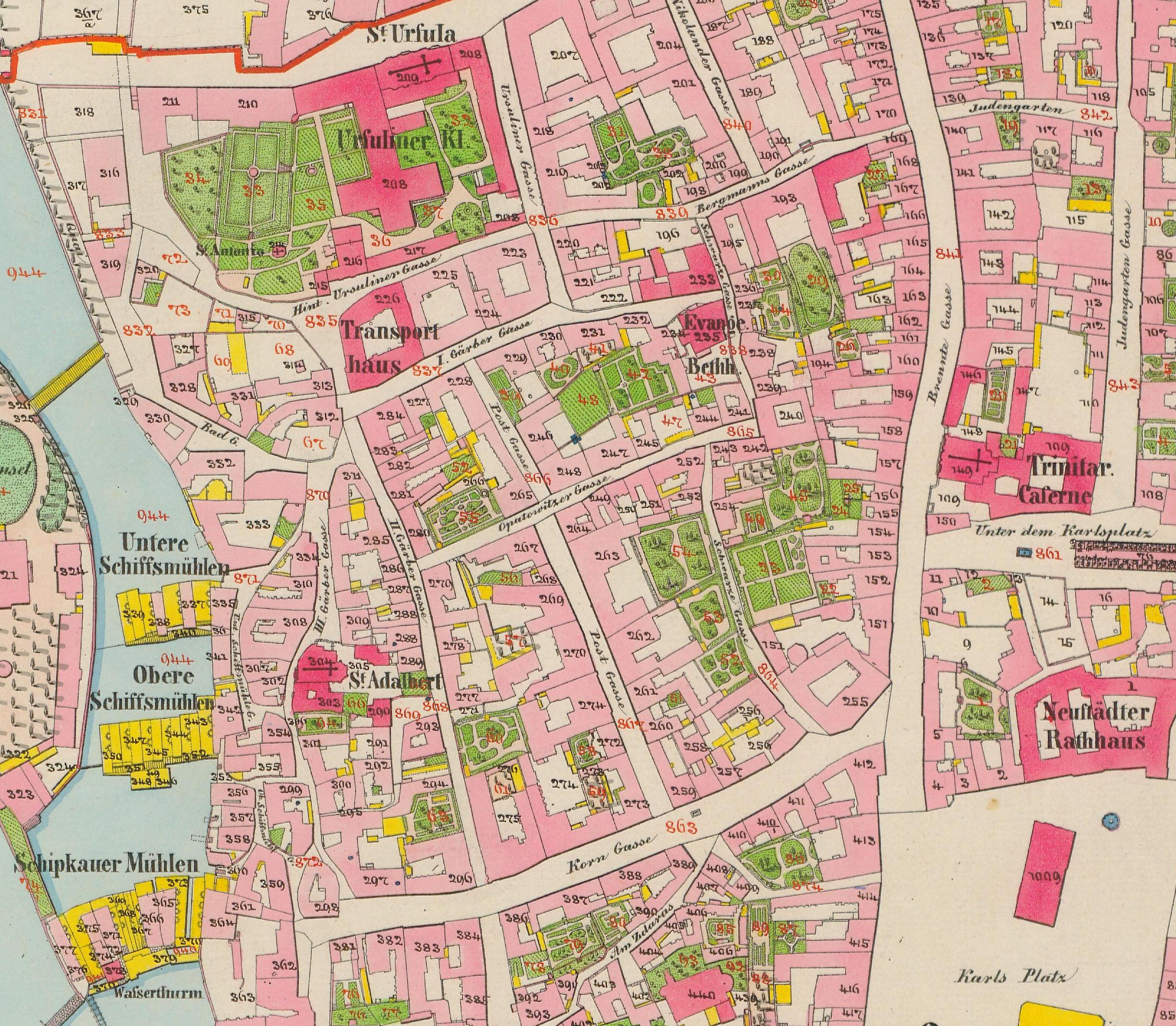
Výřez z mapy Stabilního katastru
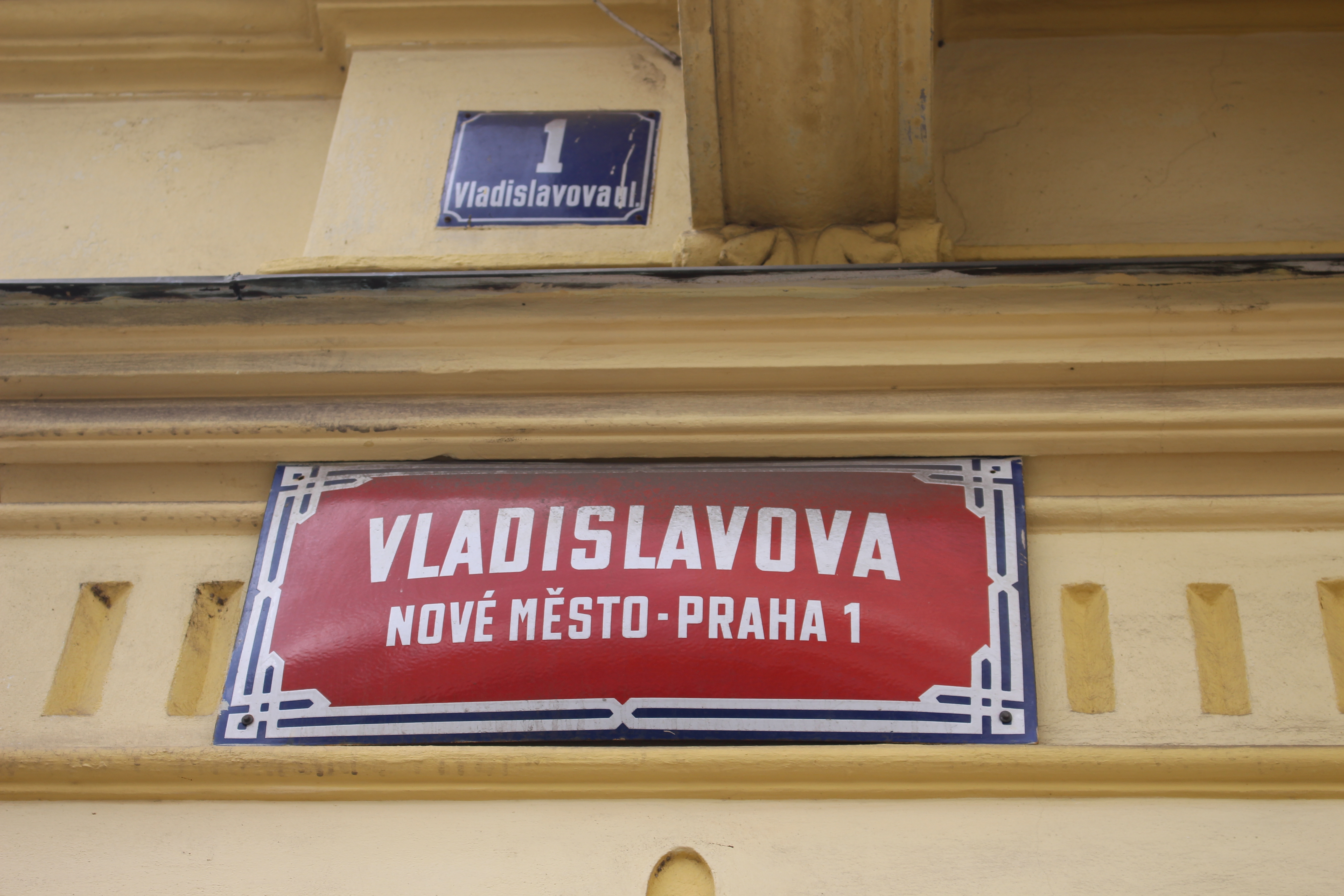
Vladislavova ulice
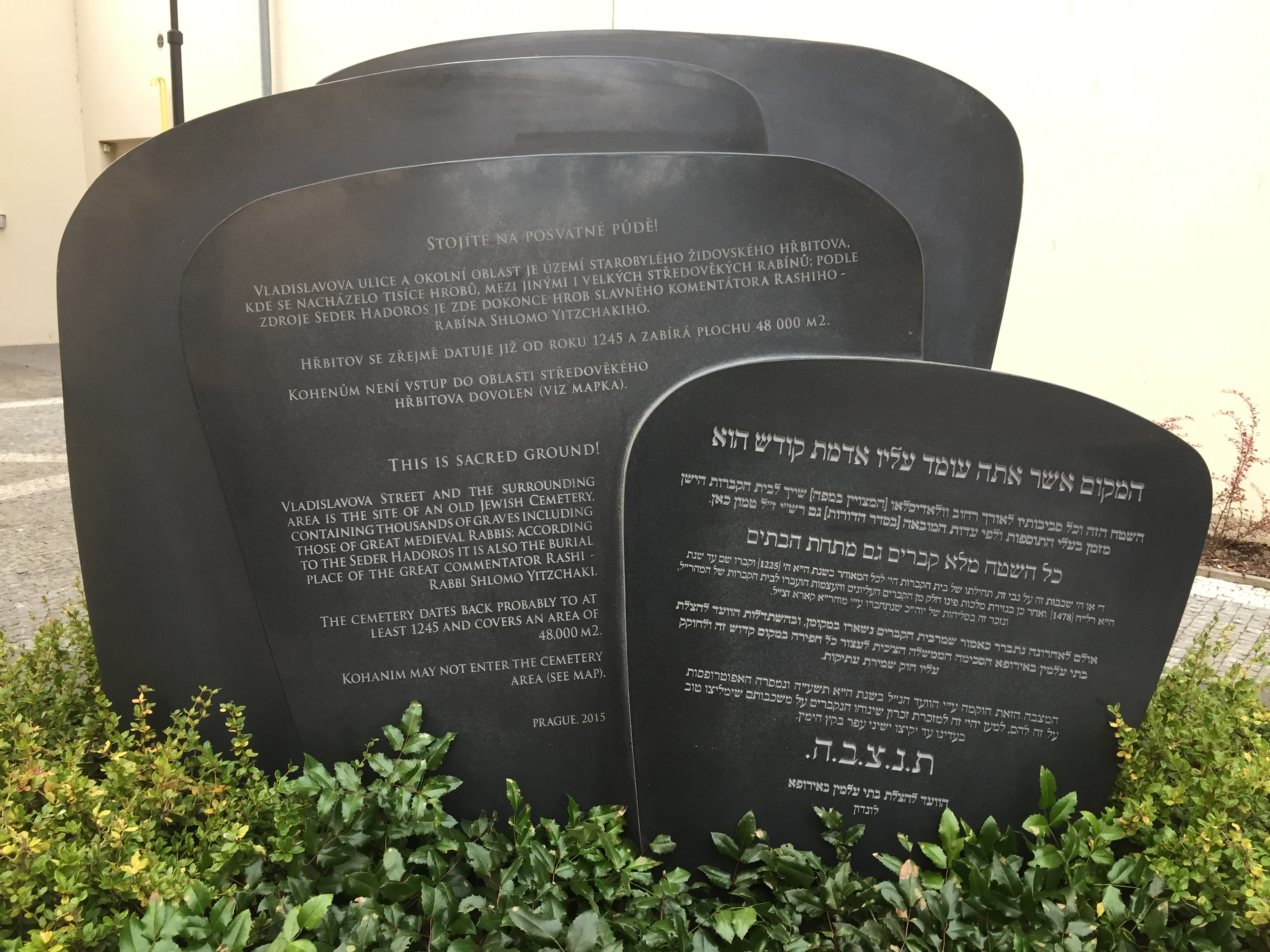
Památník "Židovská zahrada"

## Popis ulice
Vladislavova ulice je umístěna mezi ulicemi Spálená a Jungmannova. Je spojnicí mezi ulicemi Lazarskou a Charvátovou. Ze západu z ní vychází ulice Purkyňova. Na východ z Vladislavovy vybíhá bezejmenné prostranství, ve kterém je umístěn památník "Židovská zahrada." Na toto prostranství navazuje pasáž paláce Rosetta, která ústí do Jungmannovy ulice. U ústí do Lazarské ulice vede přes bývalý dům Báňské a hutní společnosti pasáž Vlasty Buriana, vedoucí taktéž do Jungmannovy ulice.
Ulice je v celé své délce jednosměrná. 

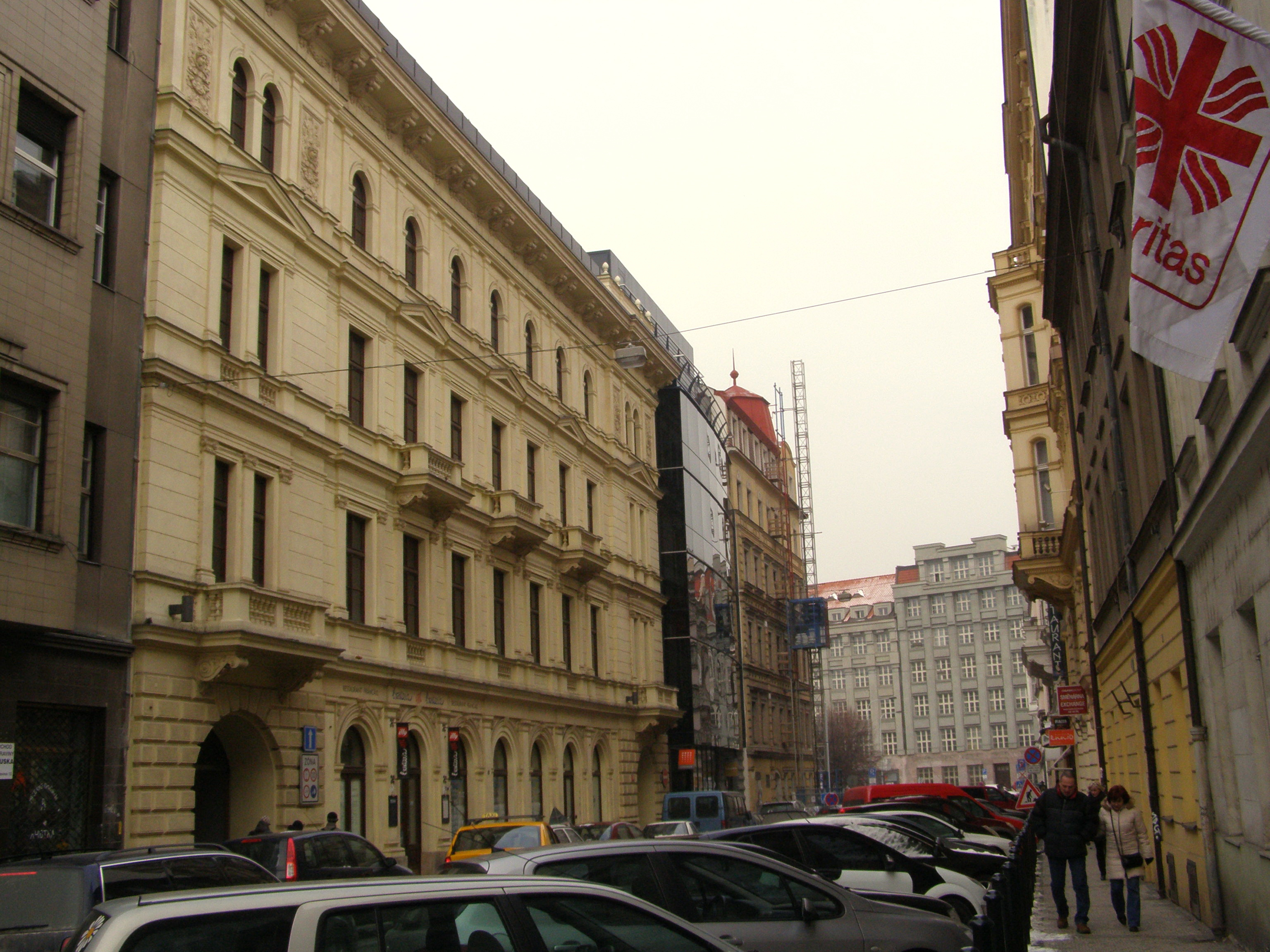
Vladislavova ulice - pohled do Charvátovy
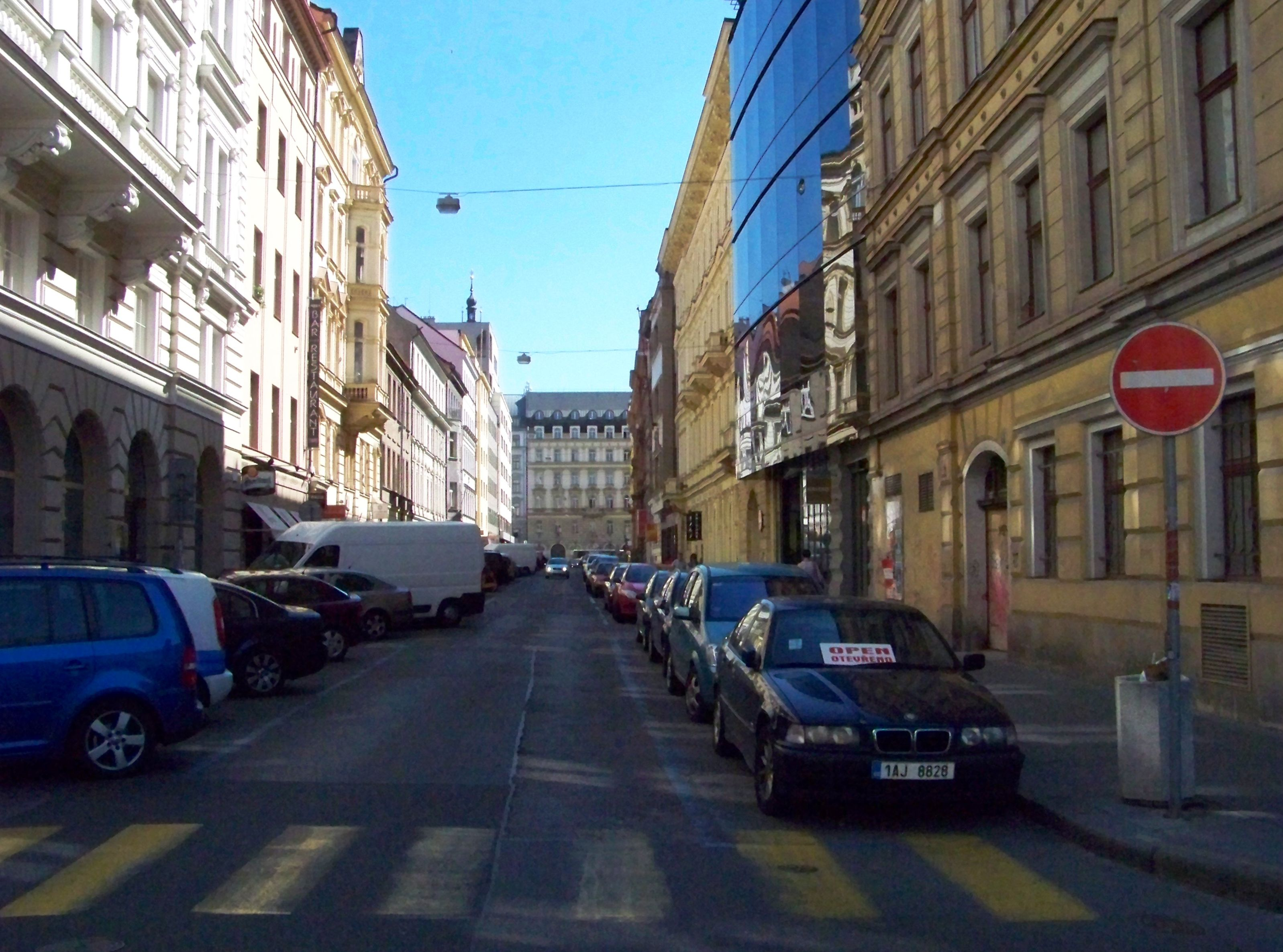
Vladislavova - pohled do Lazarské
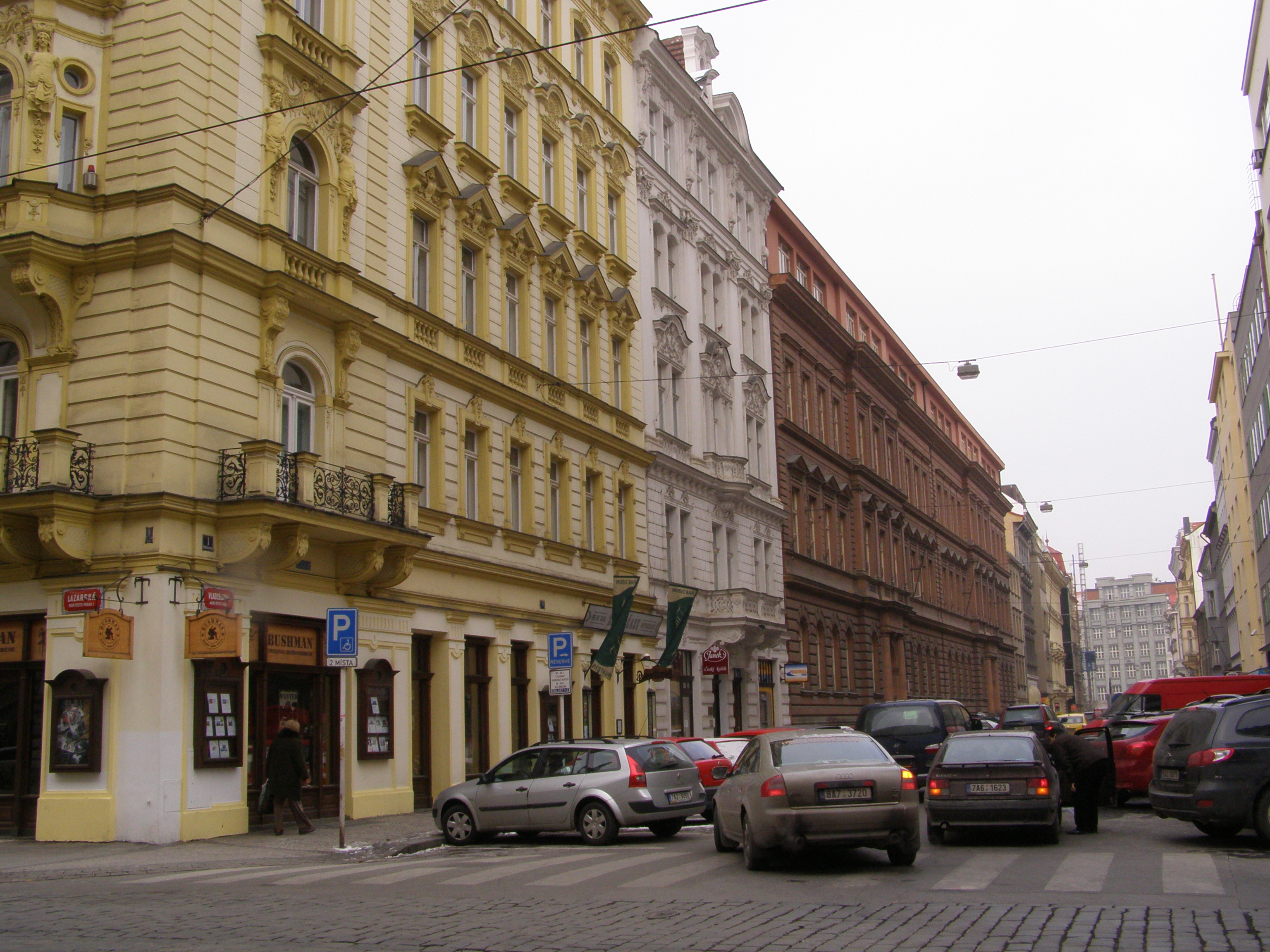
Vladislavova - pohled od Lazarské

## Domy a významné stavby ve Vladislavově ulici
- Budova bývalé Báňské a hutní společnosti (nárožní dům Lazarská č.p. 15/7 x Vladislavova 15/2) – hlavní vchod v ulici Lazarská
- Projekční kancelář Báňské a hutní společnosti (Vladislavova č.p. 1494/4)
- Měšťanská beseda (Vladislavova č.p. 1477/20)
- Budova bývalého městského dívčího reálného gymnázia Krásnohorská (budovy tvoří uzavřený blok se středním dvorním traktem mezi Vladislavovou č.p. 47/5,48/7 a Magdalény Rettigové č.p. 47/4) - v současné době (2019) je hlavní vchod z ulice Magdalény Rettigové, v budově sídlí Pedagogická fakulta Univerzity Karlovy
- Kancelářský a obytný dům, bývalá Česká vzájemná životní pojišťovna (Vladislavova č.p. 51/13)
- Budova bývalé "První vzájemné české pojišťovny" - uzavřený blok budov, do Vladislavovy pouze křídlo přestavěné v roce 1927 (Vladislavova č.p. 76/15 a Spálená č.p. 76/14)

#### Projekční kancelář Báňské a hutni společnosti (Vladislavova č.p. 1494/4)
Budova Projekční kanceláře bývalé Báňské a hutní společnosti byl vystavěn v letech 1938–1939 na návrh nejspíše Josefa Karla Říhy a Emila Kovaříka.Autorství projektu není pevně doloženo. Pod plány domu byl podepsán pouze přednosta projekční kanceláře František Fiala, jehož autorství je velmi nepravděpodobné. Dům údajně navrhoval prof. ČVUT Emil Kovařík, pod dohledem J. K. Říhy. Toto svědectví poskytl v roce 1985, historiku architektury Zdeňku Lukešovi, sám Kovařík. Stavba byla svěřena firmě Karla Duška. Zajímavostí je, že v roce 1939 upozornil magistrát hlavního města Prahy stavebníka, že o patro překročil povolenou výšku budovy, a stavba tak neodpovídá stavebnímu povolení. Zda stavbaři dostali od magistrátu nějaké sankce, nevíme. Budova prošla několika rekonstrukcemi. Nejvýznamnější z nich v roce 1972, kdy se dle návrhu architekta Brůhy, přistavělo 6. nadzemní podlaží.
Jedná se funkcionalistický kancelářský dům. Má železobetonovou skeletovou konstrukci. Budova je čtyřpatrová, s ustupujícím pátým nadzemní podlažím a nově přistavěným šestým nadzemním podlažím (1972, Brůha), se dvěma suterény. V přízemí objektu jsou umístěny nýtované kovové výlohy a několik vstupů do budovy. Parter budovy je od ostatních pater oddělen římsou. V prvním nadzemní podlaží jsou umístěna velká šestidílná okna. V ostatních nadzemních podlažích jsou obdélná jednoduchá okna, situována po dvojicích.
Budova se vyznačuje ojedinělým pokusem vymanit se z estetických schémat raného funkcionalismu. Patří tedy do stejné skupiny jako československý pavilon v Paříži, či nádražní pošta v Brně.

V současné době (2019) budovu užívá Úřad vlády České republiky.

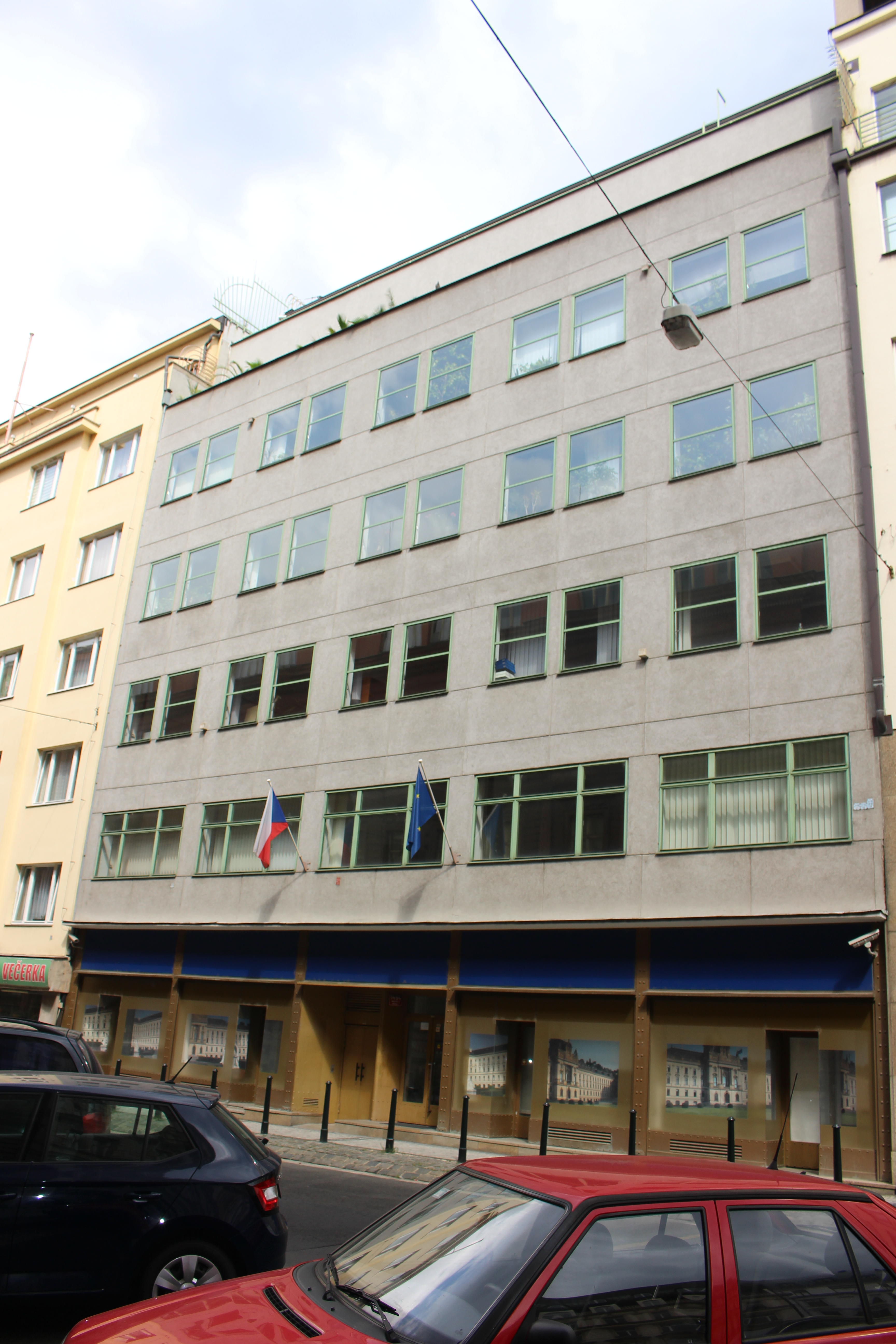
Celkový pohled na budovu
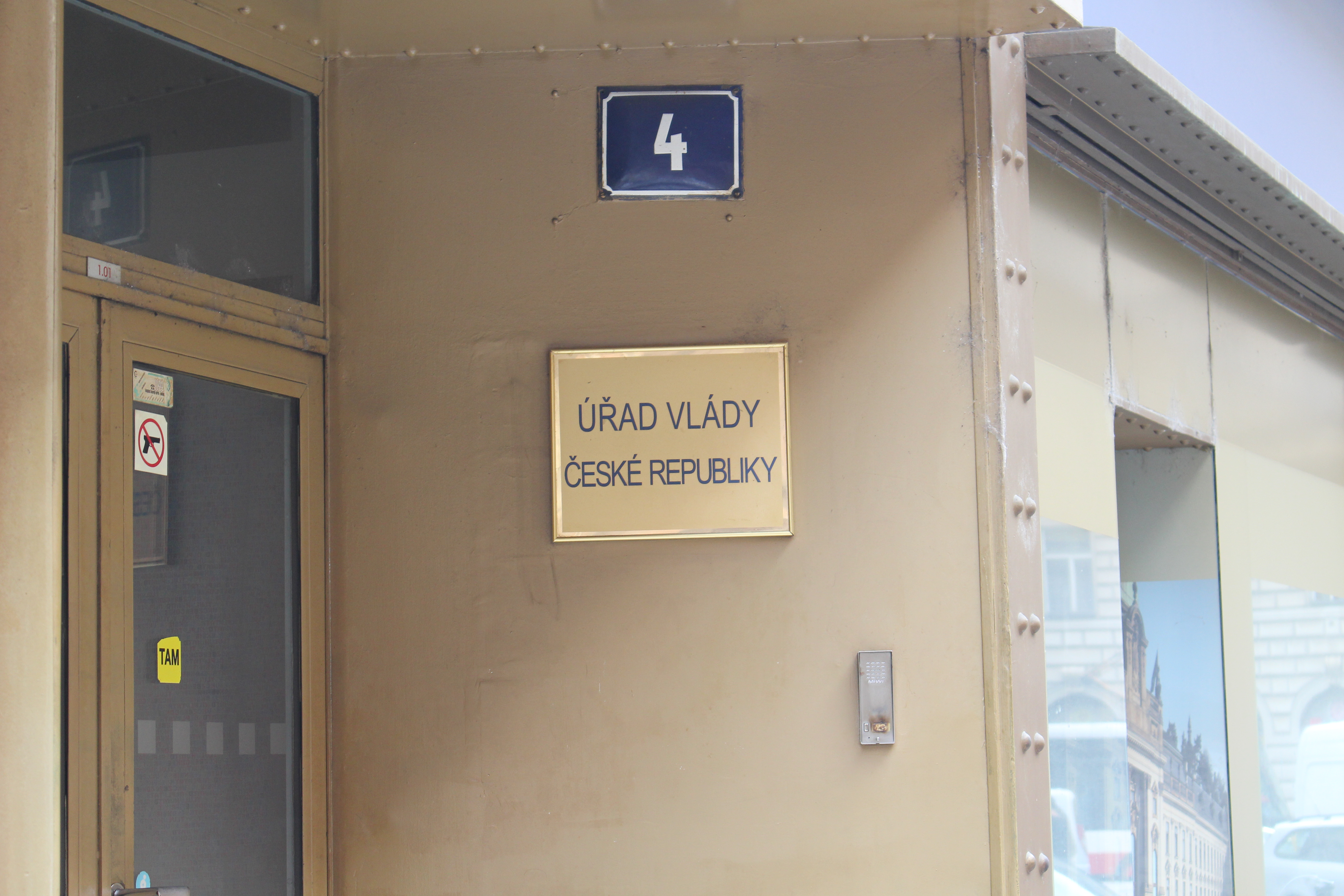
Současné využití budovy

#### Měšťanská beseda (Vladislavova č.p. 1477/20)
Budova Měšťanské besedy byla vystavěna nejspíše v rozmezí let 1867–1870 v místě zbořených zadních budov Jungmannovy ulice (č.p. 28) a zčásti na místě původní zahrady. Autorství projektu nemáme doloženo. Dům byl vystavěn pro potřeby Pražské měšťanské besedy. V roce 1881 byla dle návrhu architekta Stibrala, postavena zahradní veranda a zastřešeno orchestřiště. Další významné úpravy proběhly koncem 50. a začátkem 60. let 20. století, kdy byla budova upravena pro tehdejší Československou televize, která odtud začala v roce 1953 vysílat. Budova dostala nové dispoziční řešení a proběhla nevhodná úprava hlavního sálu (přestřešení) a zastřešení dvorku. Poslední velké úpravy proběhly v letech 1993–1994 pro televizi Nova, která odtud začala 4. února 1994 vysílat (prvním pořadem vysílaným z budovy besedy byly Televizní noviny).
Jedná se o čtyřpodlažní podsklepenou budovu s novorenesančním uličním průčelím. Křídlo do ulice je trojtraktové s devíti osou fasádou se dvěma bočními rizality.Přízemí objektu je bosované se šesti výlohami a hlavním vstupem. Ve druhém nadzemním podlaží, na úrovní tří středních okenních os, se nachází balkon s kuželovou balustrádou. Okna třetího nadzemního podlaží jsou zdobena trojúhelnými frontony. Mezi okny čtvrtého nadzemního podlaží jsou pilastry, římsa je korunková. V postranních rizalitech jsou umístěny dvojice sdružených oken.
Průjezd domu je valeně zaklenutý a navazuje na něj schodiště. V budově se nachází, dnes přestropený, velký sál, který je bohatě zdoben. Má kazetový strop s vymalovanými znaky jednotlivých pražských měst.

V současné době (2019) se v budově nachází hotel.

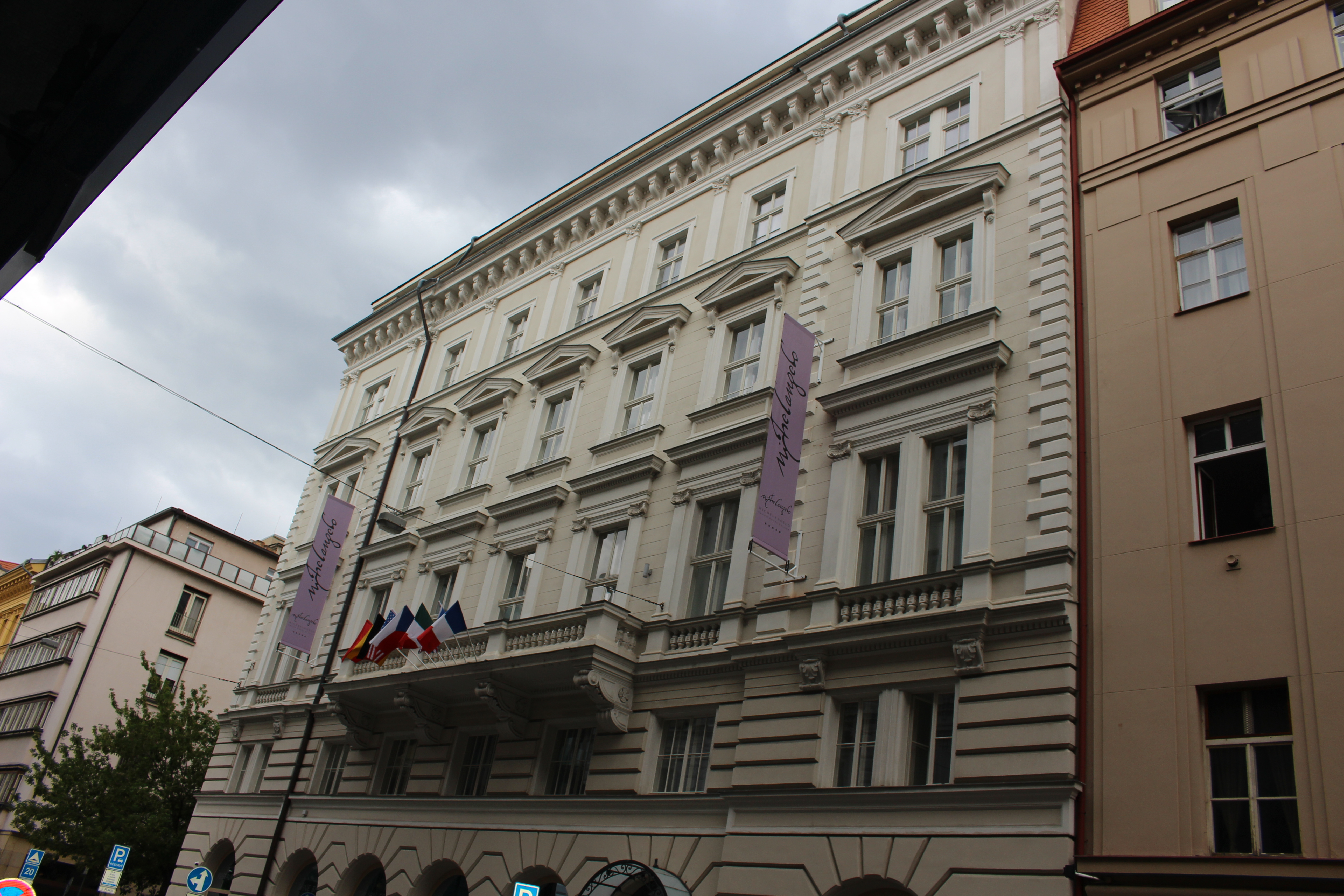
Pohled na budovu
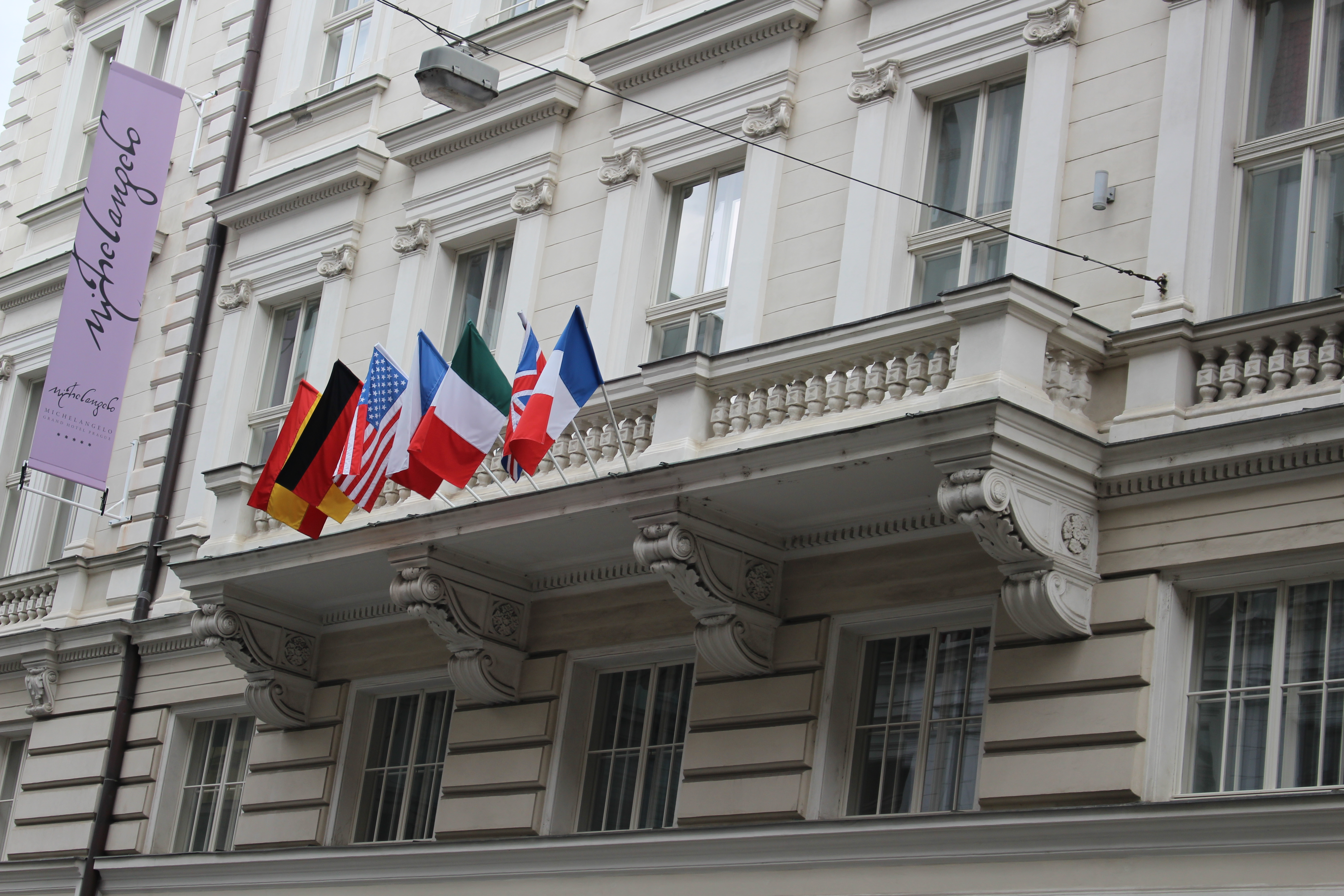
Detail balkónu
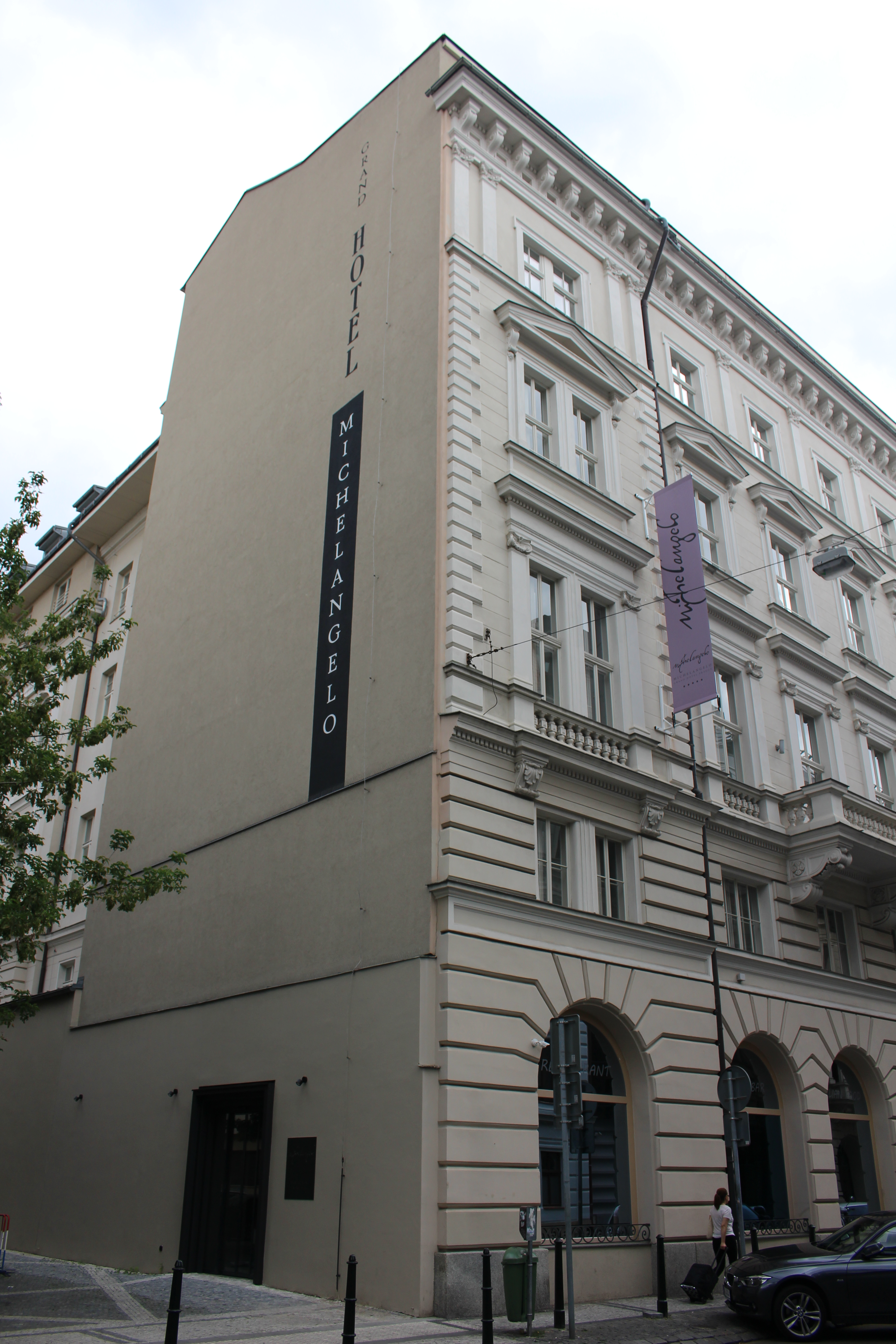
Pohled na bývalou budovu ČsT a TV Nova z boku

#### Kancelářský a obytný dům, bývalá Česká vzájemná životní pojišťovna (Vladislavova č.p. 51/13)
Kancelářský a obytný dům, určený pro Českou vzájemnou životní pojišťovnu, byl vystavěn v letech 1937–1938, dle návrhu Leo Lauermanna a Františka Troníčka. Budova stojí na parcele po původním barokním domě, zvaném Bílý lev, který byl stržen v roce 1937. Před stavbou barokního domu se na místě nacházel židovský hřbitov. Objekt byl od počátku koncipován jako součást komplexu spořitelny (druhý dům komplexu byla budova ve Spálené č.p. 76). Objekt byl upravován v letech 1958 a 1995.
Jedná se o šestipodlažní dům v přední části a pětipodlažní dům v zadní části, nacházející se na protáhlé středověké parcele. Obě budovy disponují dvěma suterény. Spojeny jsou na úrovní přízemí a skladištní halou v prvním suterénu. V přízemí budovy se nacházejí tři výkladce a dva vchody do budovy, vše v původních kovových rámech. Fasáda v přízemí je krytá keramickými glazovanými kachličkami. Fasáda ve vyšších patrech je kryta nehlazenými kamennými deskami. Od prvního nadzemního podlaží se nachází visutý risalit, který je ve čtvrtém nadzemním podlaží zakončen balkónem. Rizalit prvního patra je zdoben dvěma keramickými reliéfy s postavami Obchodu (vpravo) a Píle (vlevo). Nad okny rizalitu prvního patra je vyobrazen heraldický znak českého lva, doplněný nápisem "Česká vzájemná životní pojišťovna," který pokračuje pod okny "Sdružení s první vzájemnou pojišťovnou zal. r. 1827." Páté nadzemní podlaží ustupuje z uliční úrovně a je kryto sedlovou střechou. Šesté půdní podlaží je zakončeno do dvora rovnou střechou.
Přední dům je třítraktový s vloženým schodištěm, probíhá v levé části vstupní chodba, obložená původními mramorovými obklady a kovovým stropním svítidlem. Schodiště se zábradlím je ovlivněno stylem art deco.

V přízemí objektu se v současné době (2019) nachází prodejna s cigaretami. 

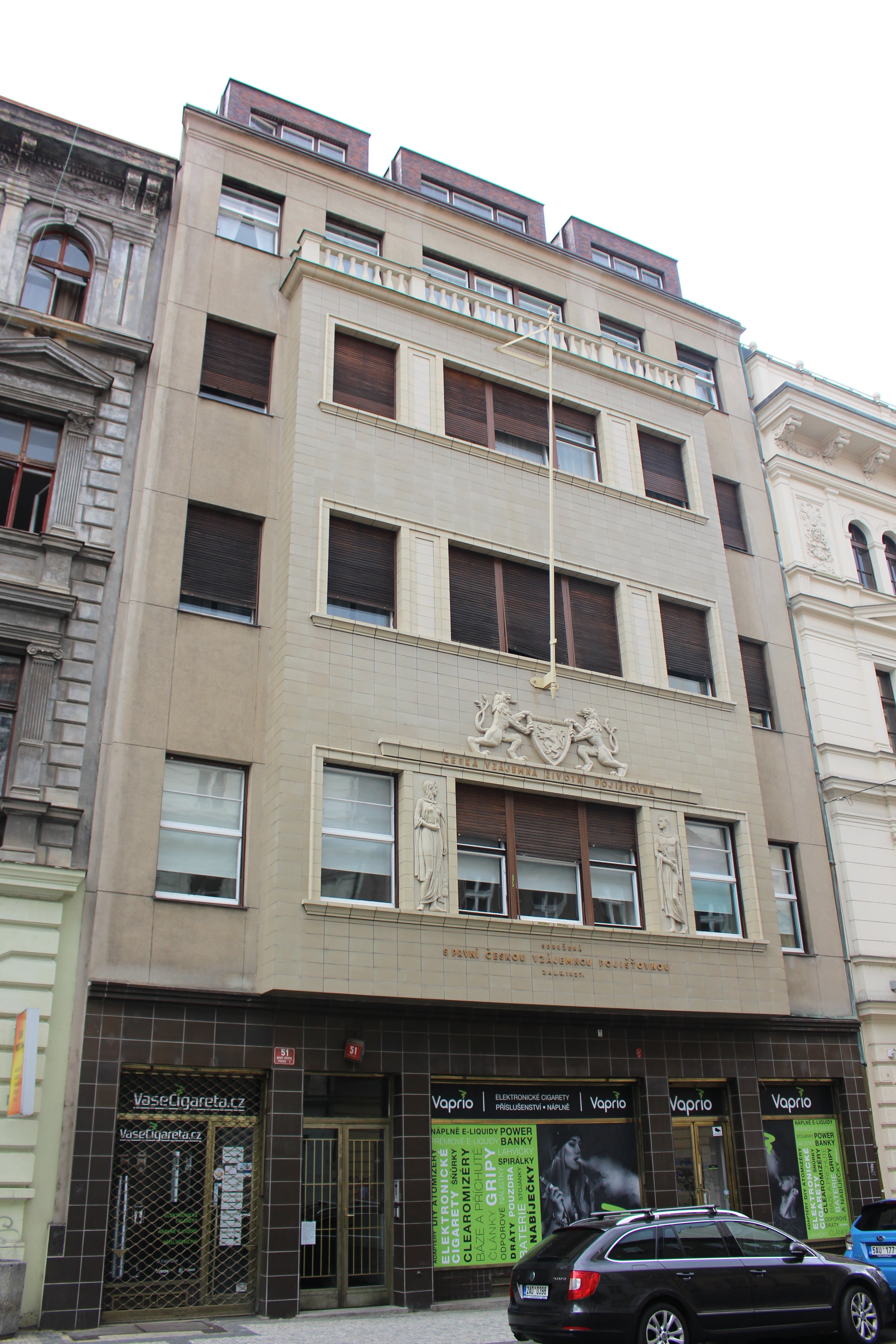
Celkový pohled na budovu bývalé České vzájemné životní pojišťovny
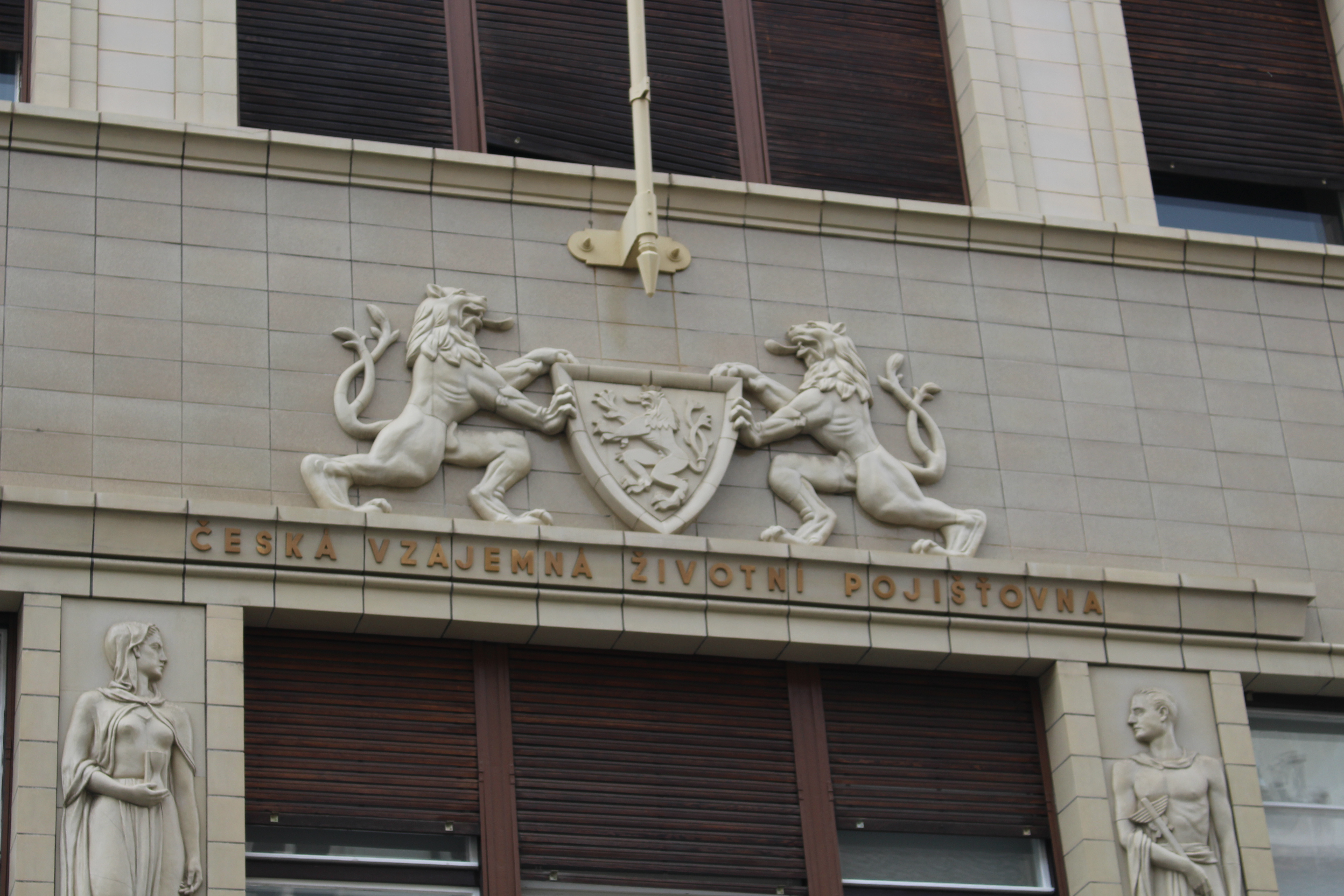
Detail s nápisem
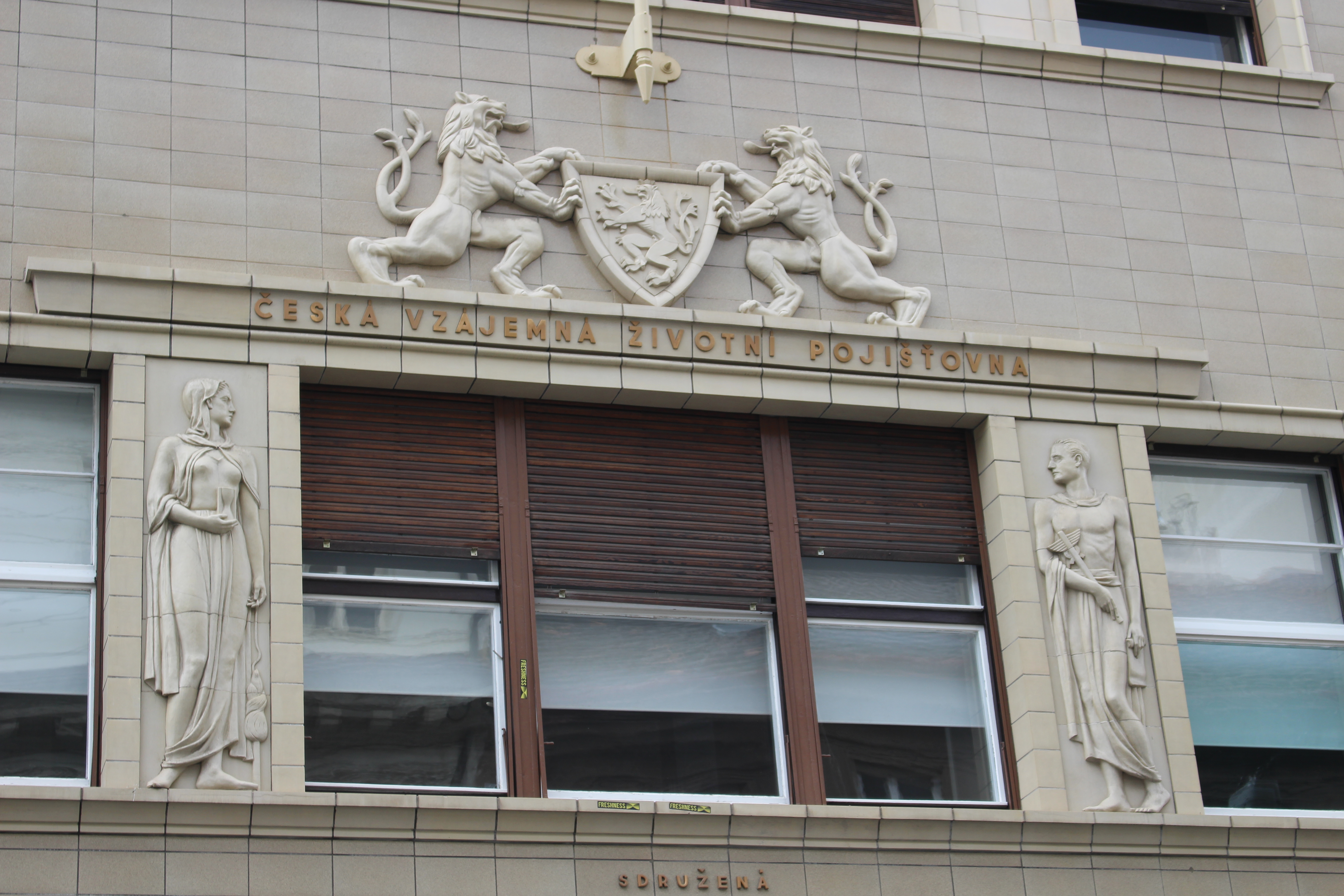
Reliéfy budovy
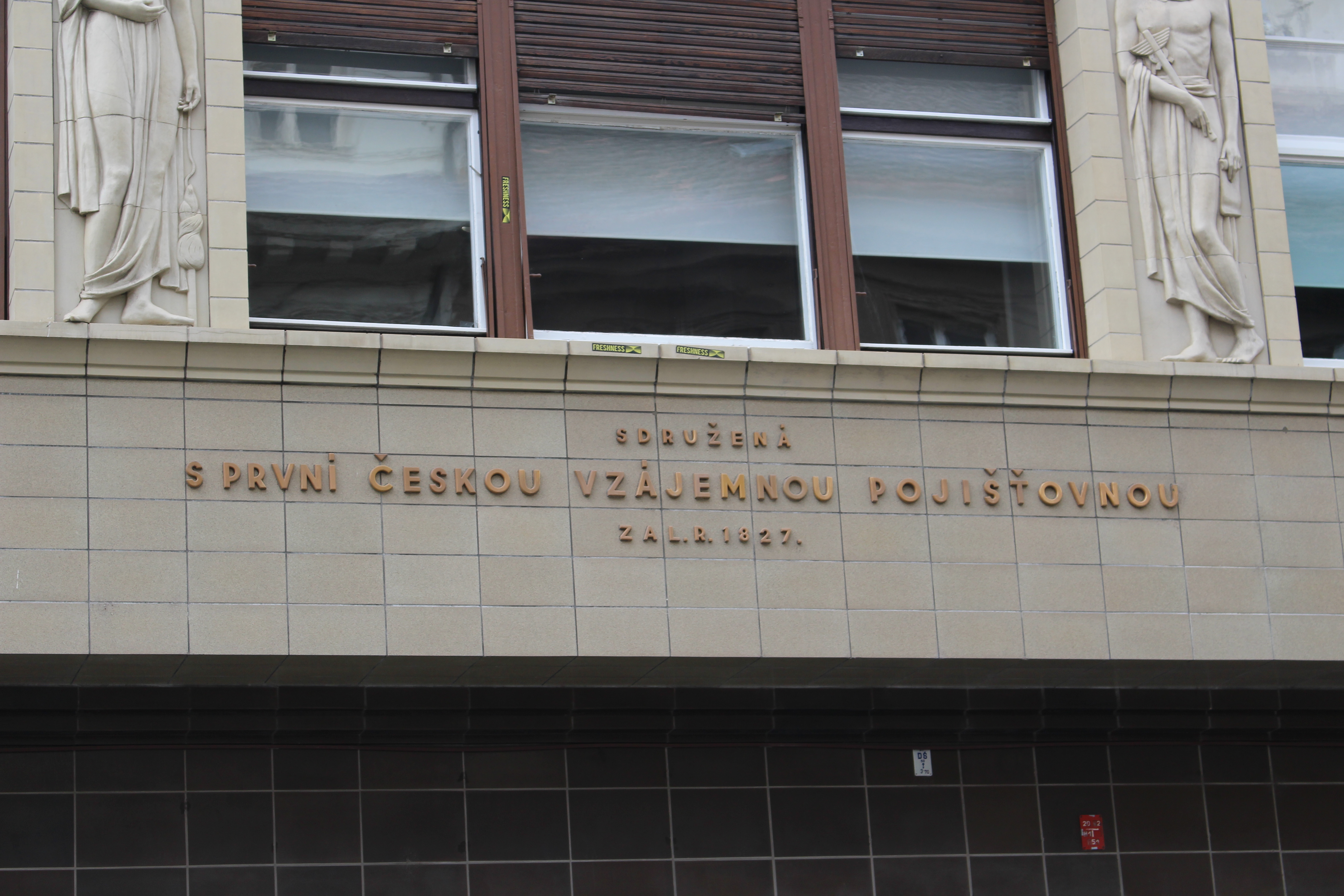
Detail "spodní" části nápisu na budově

#### Budova Pedagogické fakulty UK (Vladislavova č.p. 47/5,48/7)
Novostavba školní budovy pochází z roku 1882, funkcionalisticky přestavěná ve 30. letech 20. století, na základě projektu Václava Kolotára.
Průčelí do Vladislavovy ulice je novorenesanční dvacetidvouosé, se dvěma rizality. Přízemí je bosované, původně zde byly umístěny dva vchody, rámované polosloupy (dnes je jeden vstup zazděn). Okna v prvním nadzemním podlaží je jsou zdobena frontonen a ovocnou girlandou. Třetí nadzemní podlaží je nástavbou s jednoduchými třídílnými okny. Fasáda je členěna kordonovými římsami.

V současné době (2019) budovu využívá Pedagogická fakulta Univerzity Karlovy.

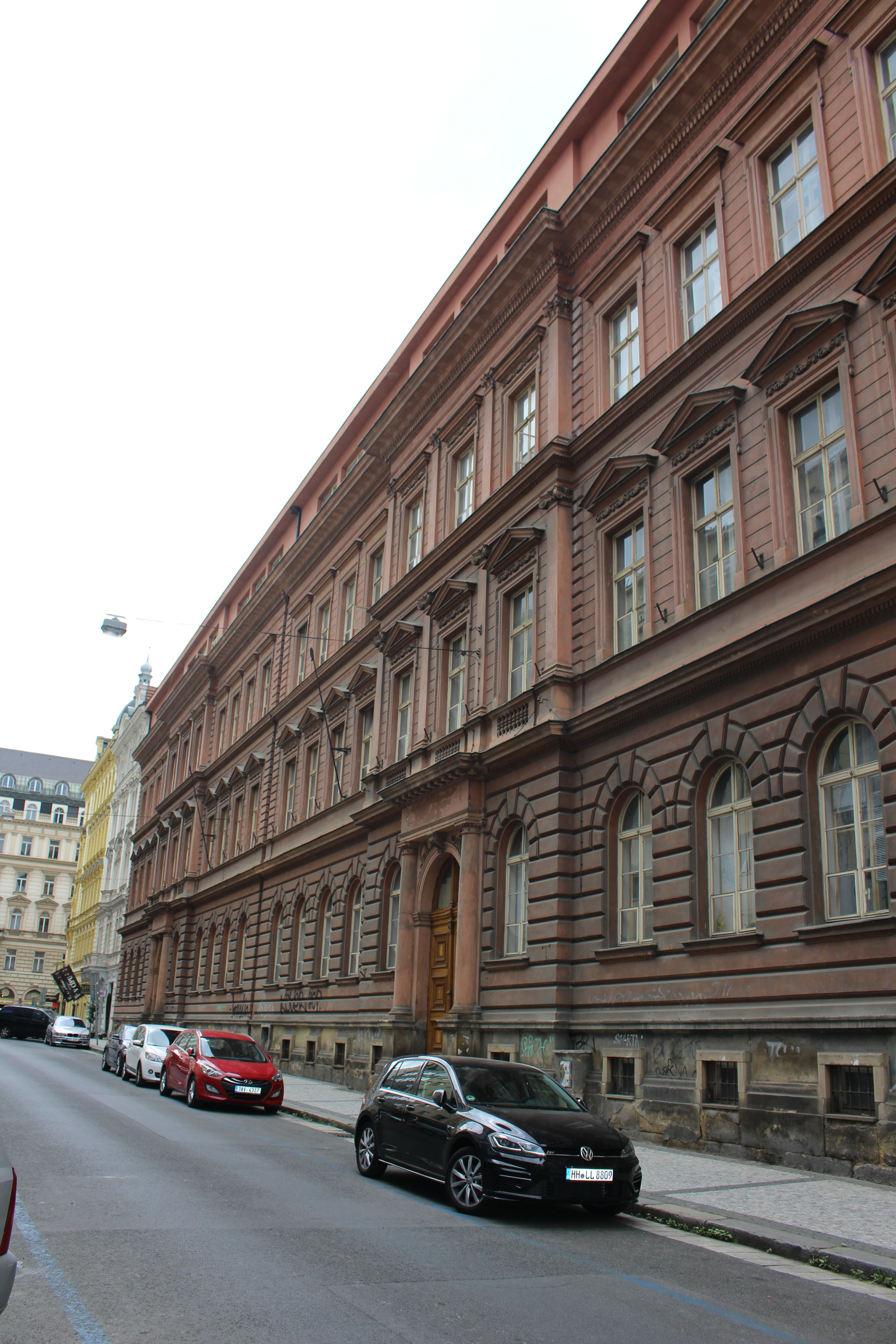
Pedagogická fakulta UK

## Majitelé budov na přelomu 19. a 20. století
- Vladislavova č.p. 1761/18 v majetku Marie z Wiedersbergu a Lousi Dobřenské z Dobřenic.[12]
- Vladislavova č.p. 1382/14 v majetku Pokladny pro vdovy lékařského kollegia.[12] Sídlo Lékařské komory. Původně zde stál dům "záduší sv. Martina."
- Vladislavova č.p. 44/10 v 18. století majetkem rodiny Preinhoverů. Sídlo záložny řemeslnické.[12]
- Vladislavova č.p. 1494/4 (dnes na místě stojí budova Projekční kanceláře Báňské a hutní společnosti). Původní budova v majetku Společenstva krejčích novoměstských.[12]

## Vladislavova ulice ve filmu
Vladislavova ulice se objevila v seriálu z produkce České televize Černí andělé, v epizodě "Azyl."

## Zajímavosti
V domě č.p. 51 Vladislavova 13 žila rodina MUDr. Jana Hammera a Vlasty Průchové, vyrůstal zde jejich syn, hudebník Jan Hammer.

## Pohledy do Vladislavovy ulice

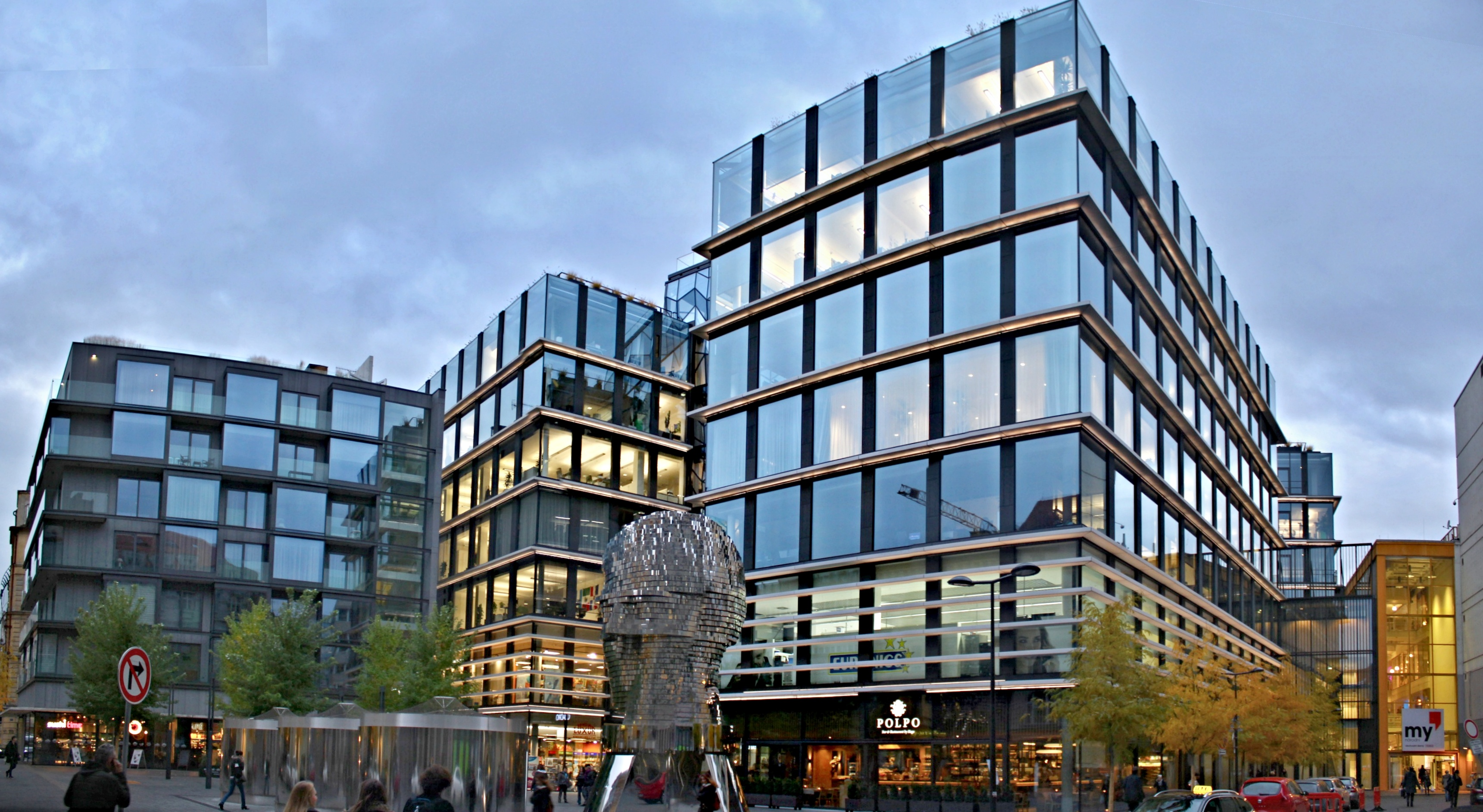
Multifunkční komplex Quadrio
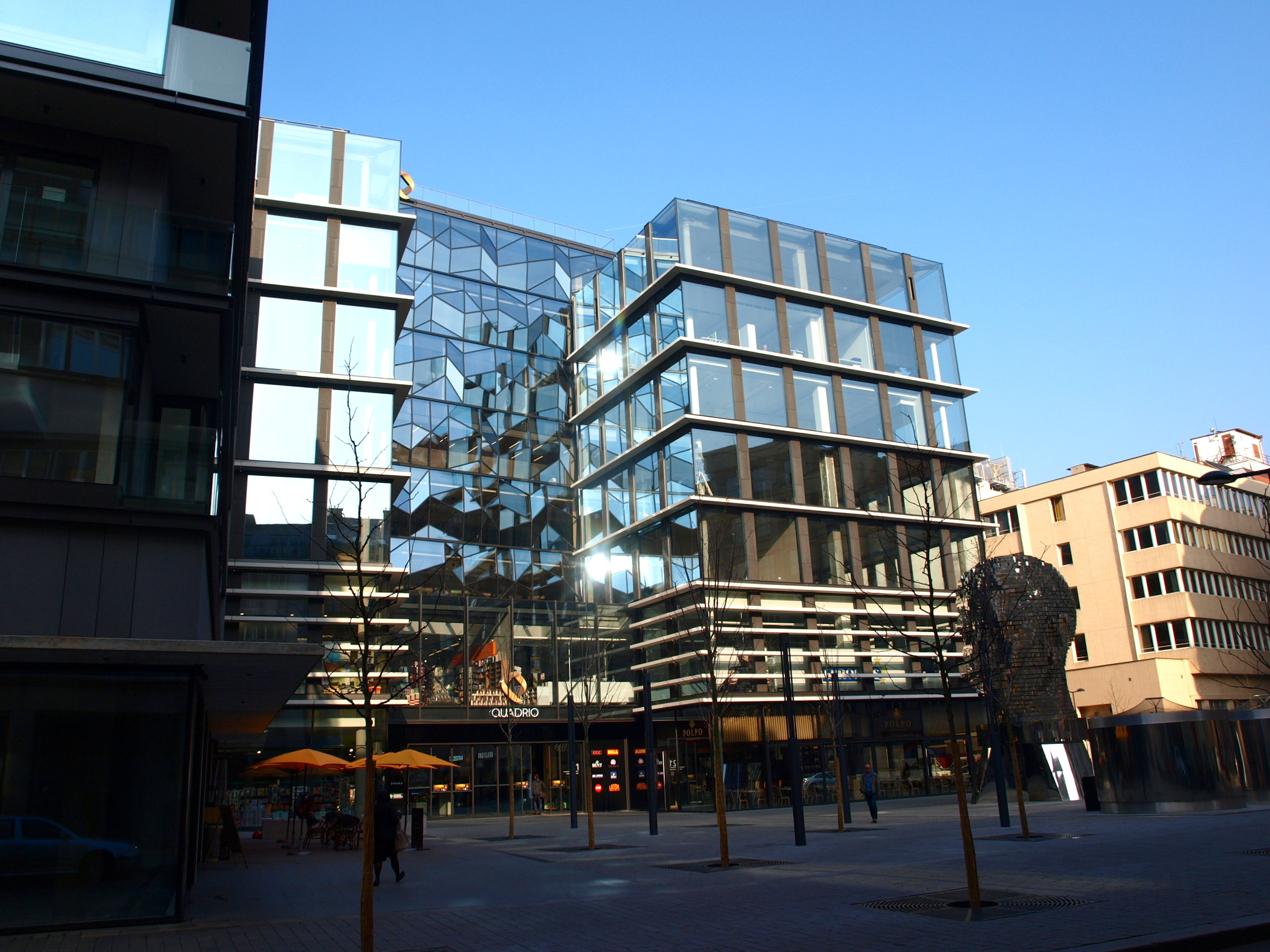
"Náměstí" u Quadria s otáčecí hlavou Franze Kafky
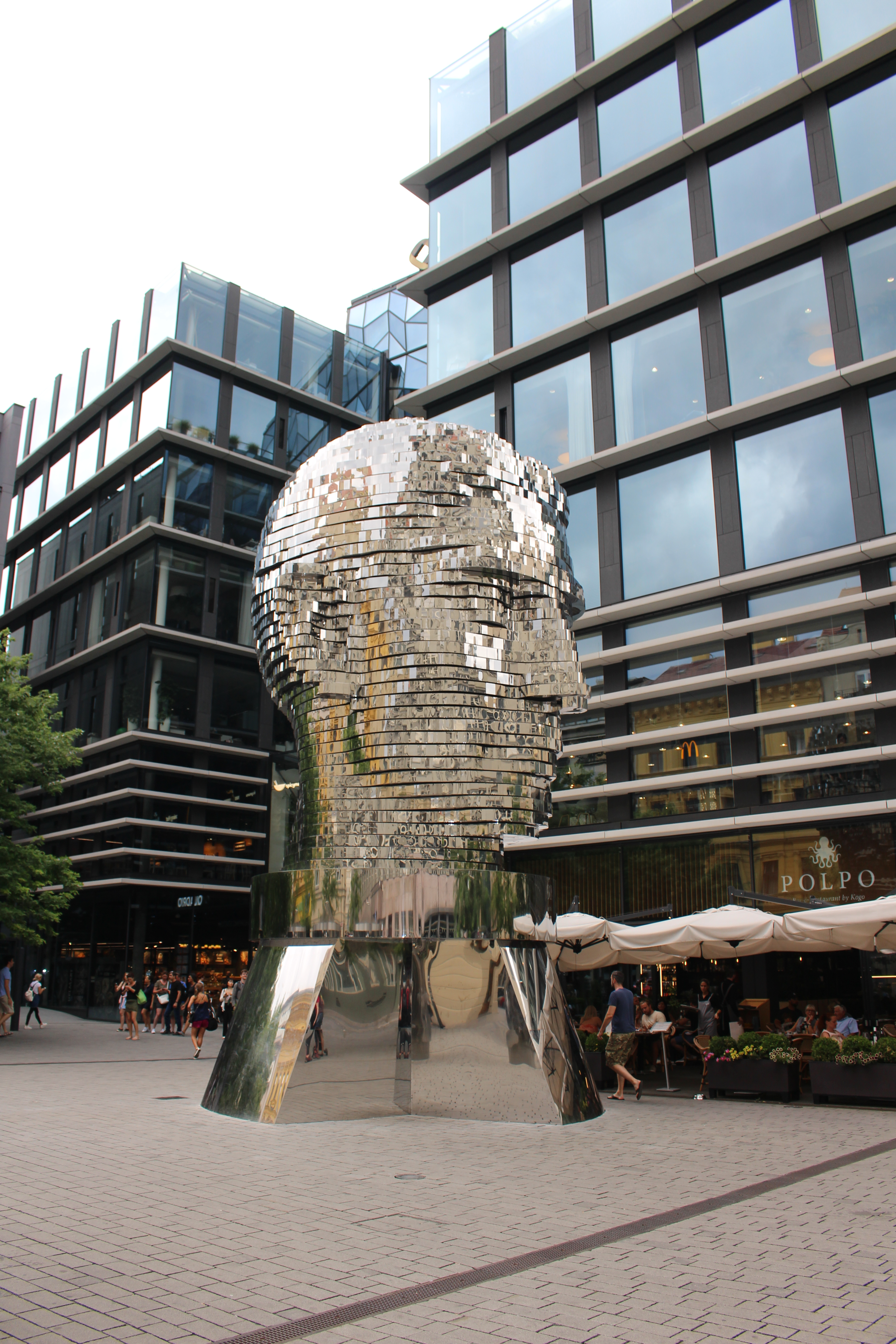
Otáčecí hlava Franze Kafky
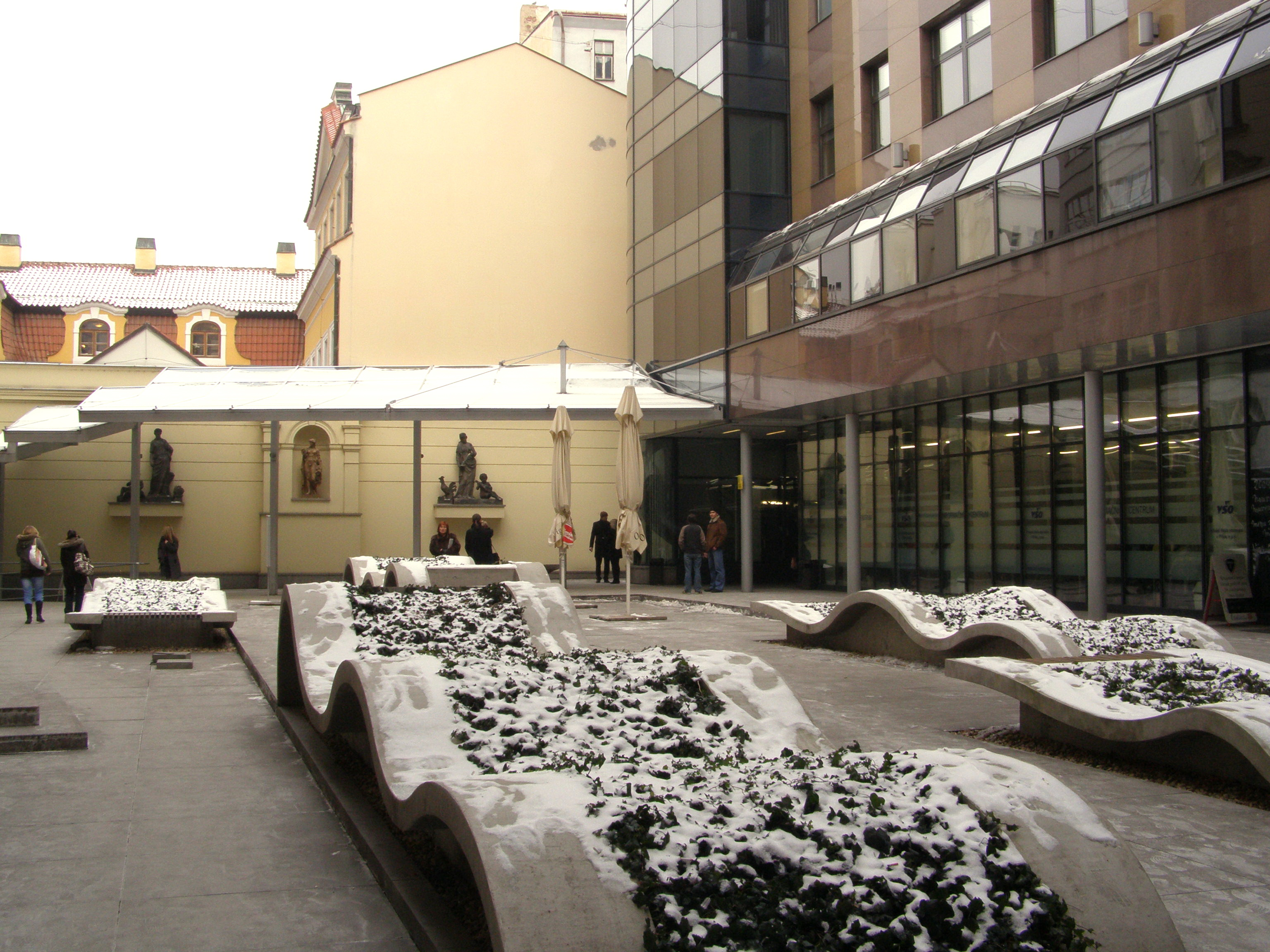
Dvůr budovy č.p. 1390/17 s betonovými sarkofágy, zakrývající židovské náhrobky
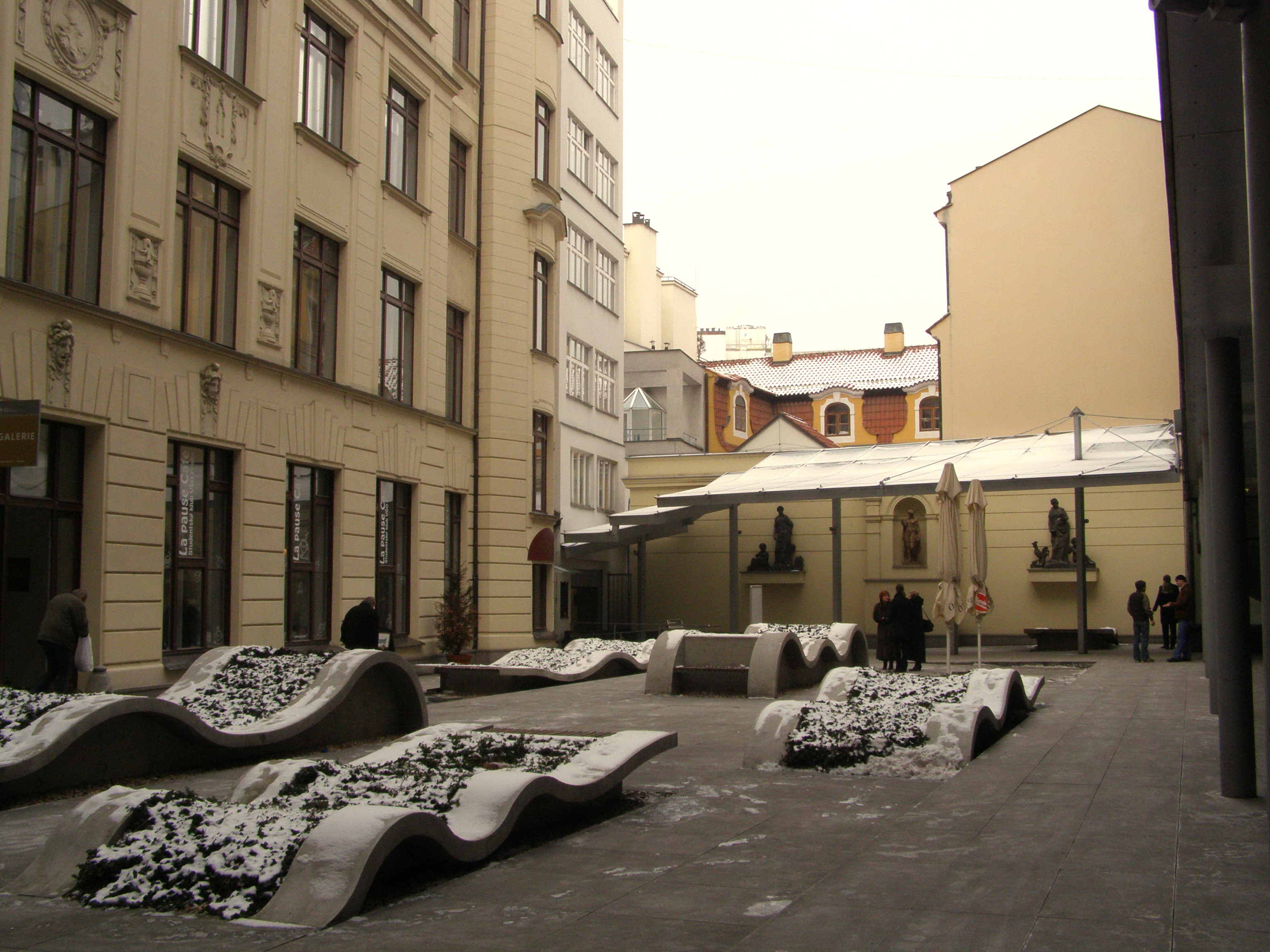
Dvůr budovy č.p. 1390/17 s betonovými sarkofágy, zakrývající židovské náhrobky
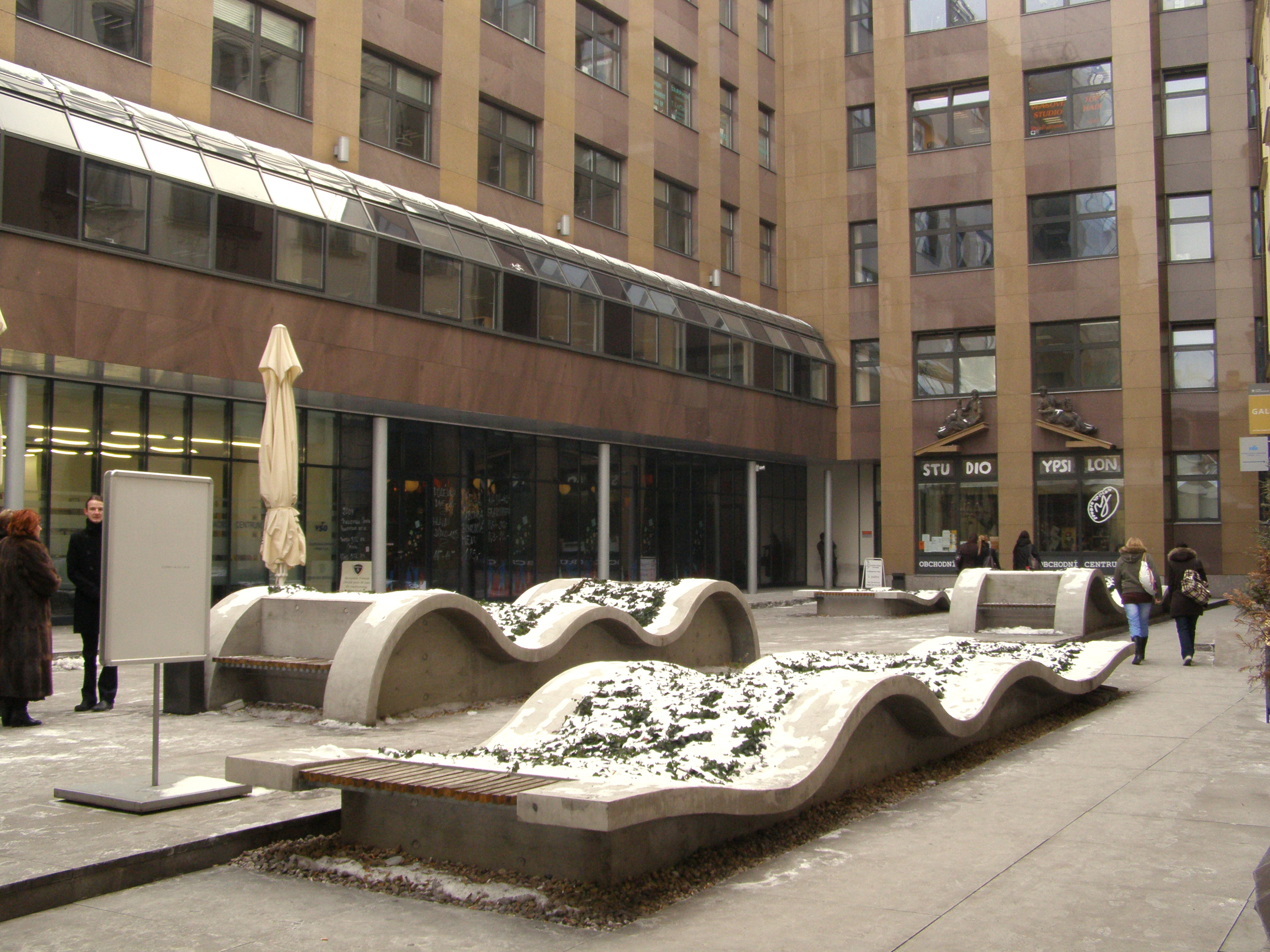
Dvůr budovy č.p. 1390/17 s betonovými sarkofágy, zakrývající židovské náhrobky
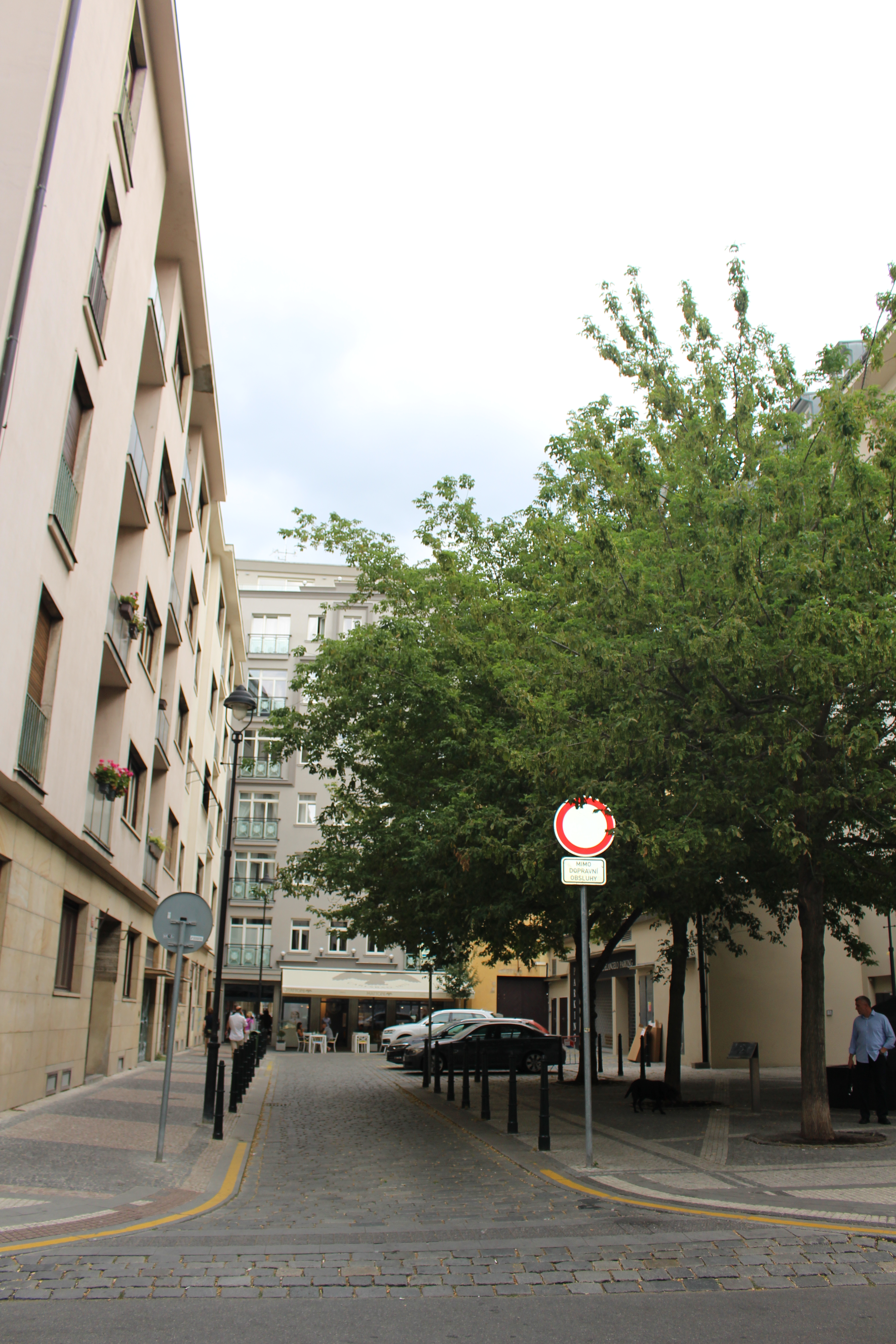
Prostranství, kde se nachází pomník "Židovská zahrada"
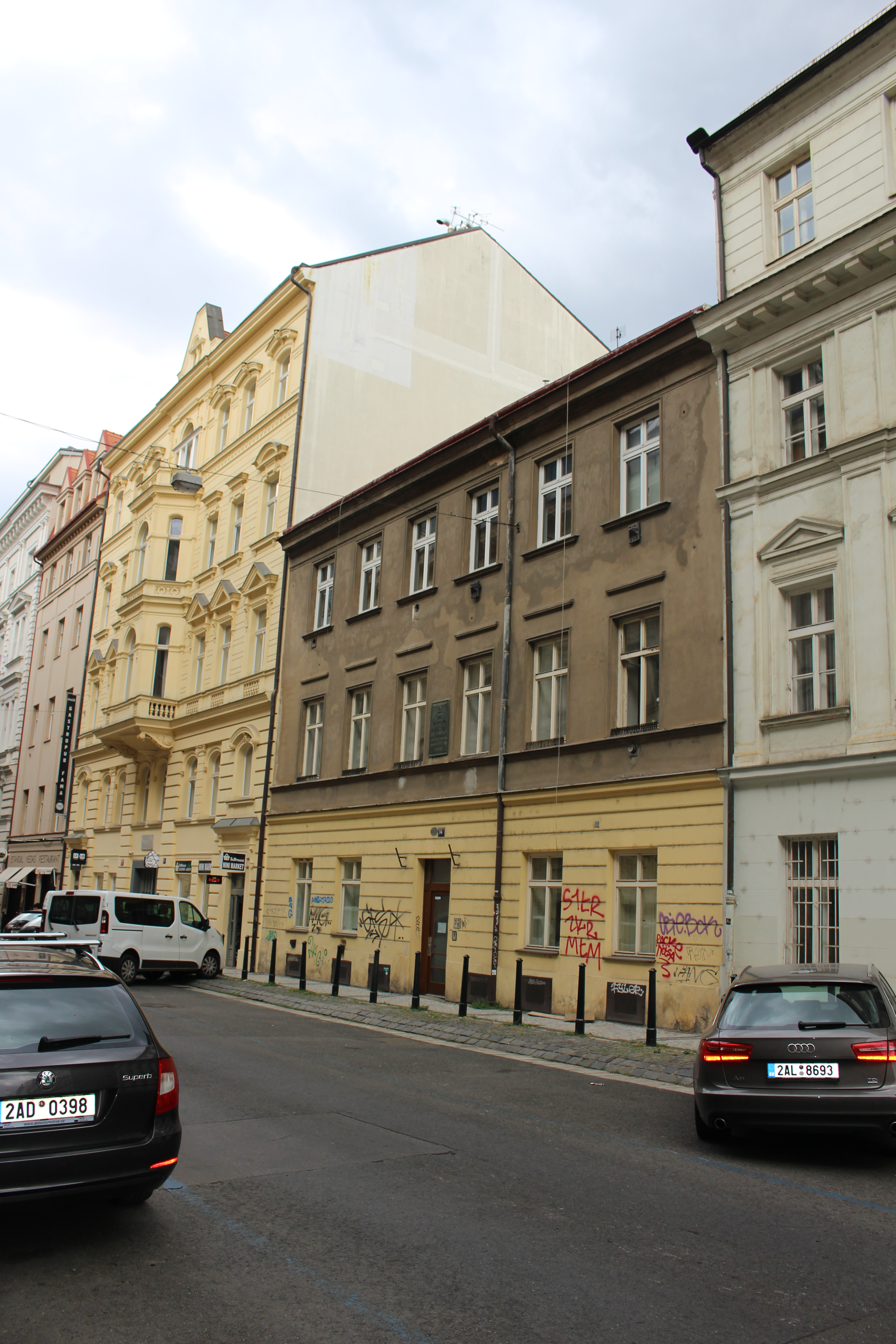
Dům, ve kterém žil Jan Neruda
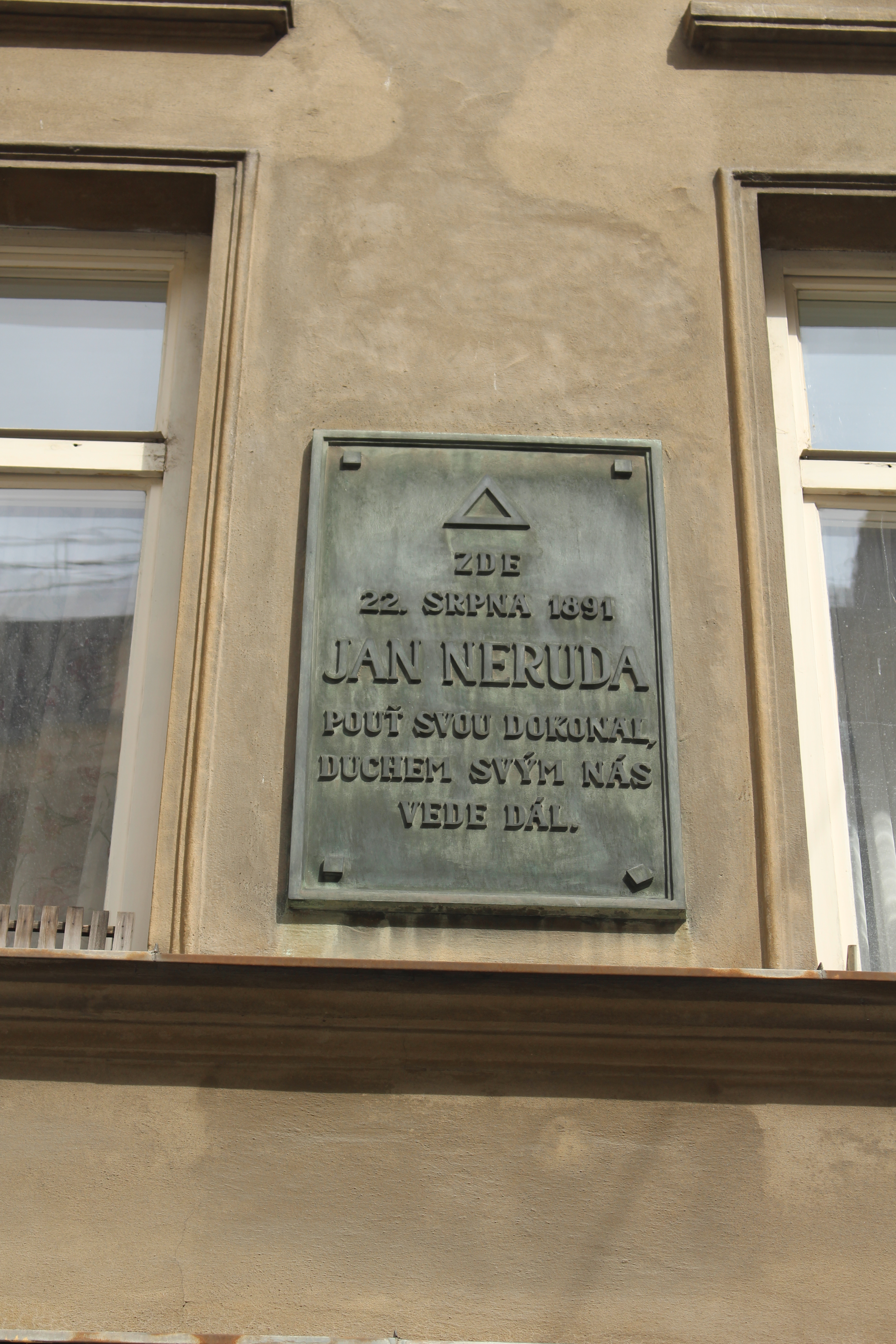
Pamětní deska Jana Nerudy
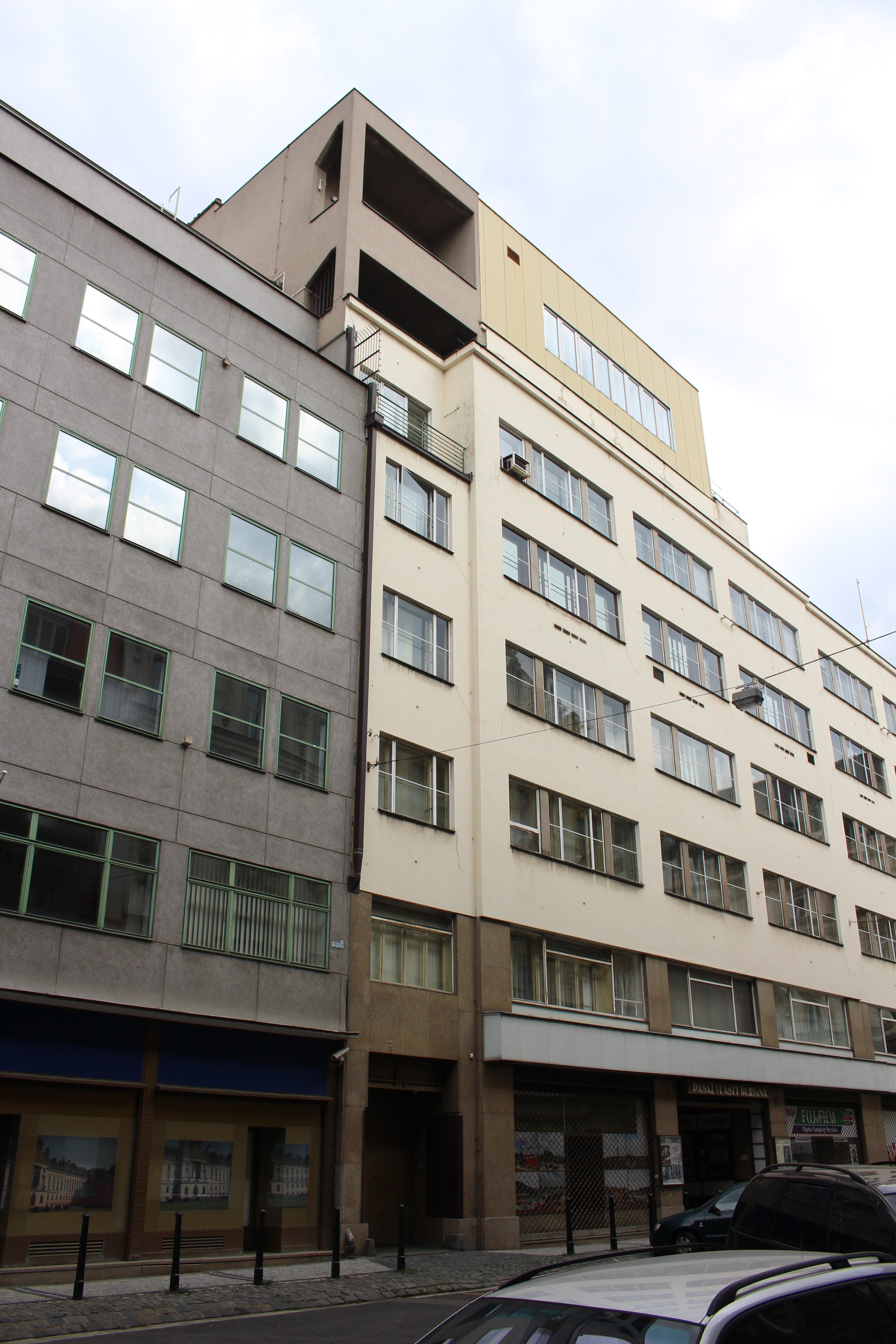
Budova bývalé Báňské a hutní společnosti
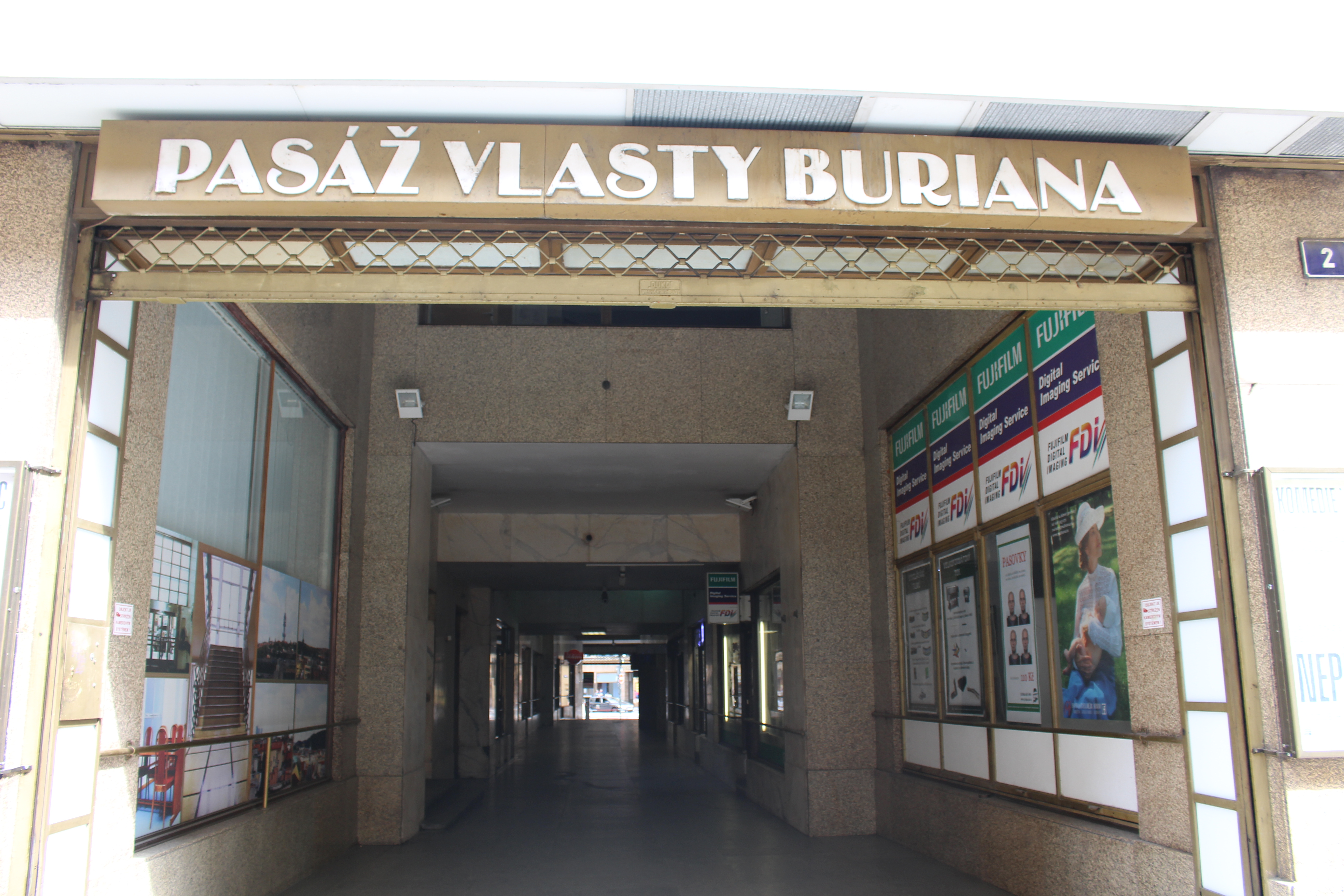
Pasáž Vlasty Buriana spojující Vladislavovu a Jungmannovu ulici
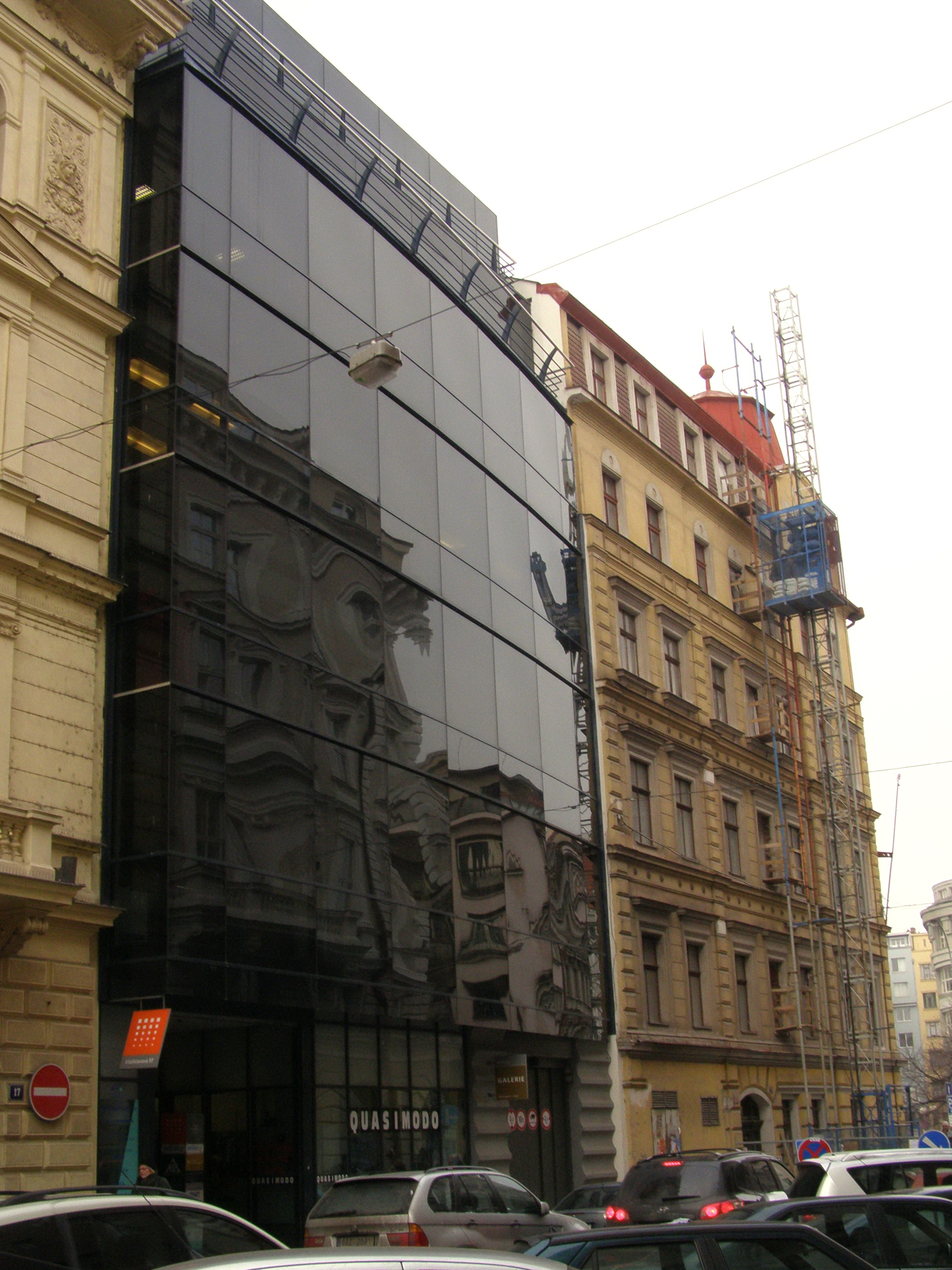
Budova České spořitelny

## Firmy a instituce
Ve Vladislavově ulici se nachází mnoho podniků, například:
- Restaurace Zlaté Časy (Vladislavova č.p. 1719/1)
- Zlatnictví D’ORO (Vladislavova č.p 46/3)
- Komorní činohra[14] (Vladislavova č.p. 2053/22)
- hotel v budově bývalé Měšťanské besedy[8] (Vladislavova č.p. 1477/20)